# Guerra em clima frio

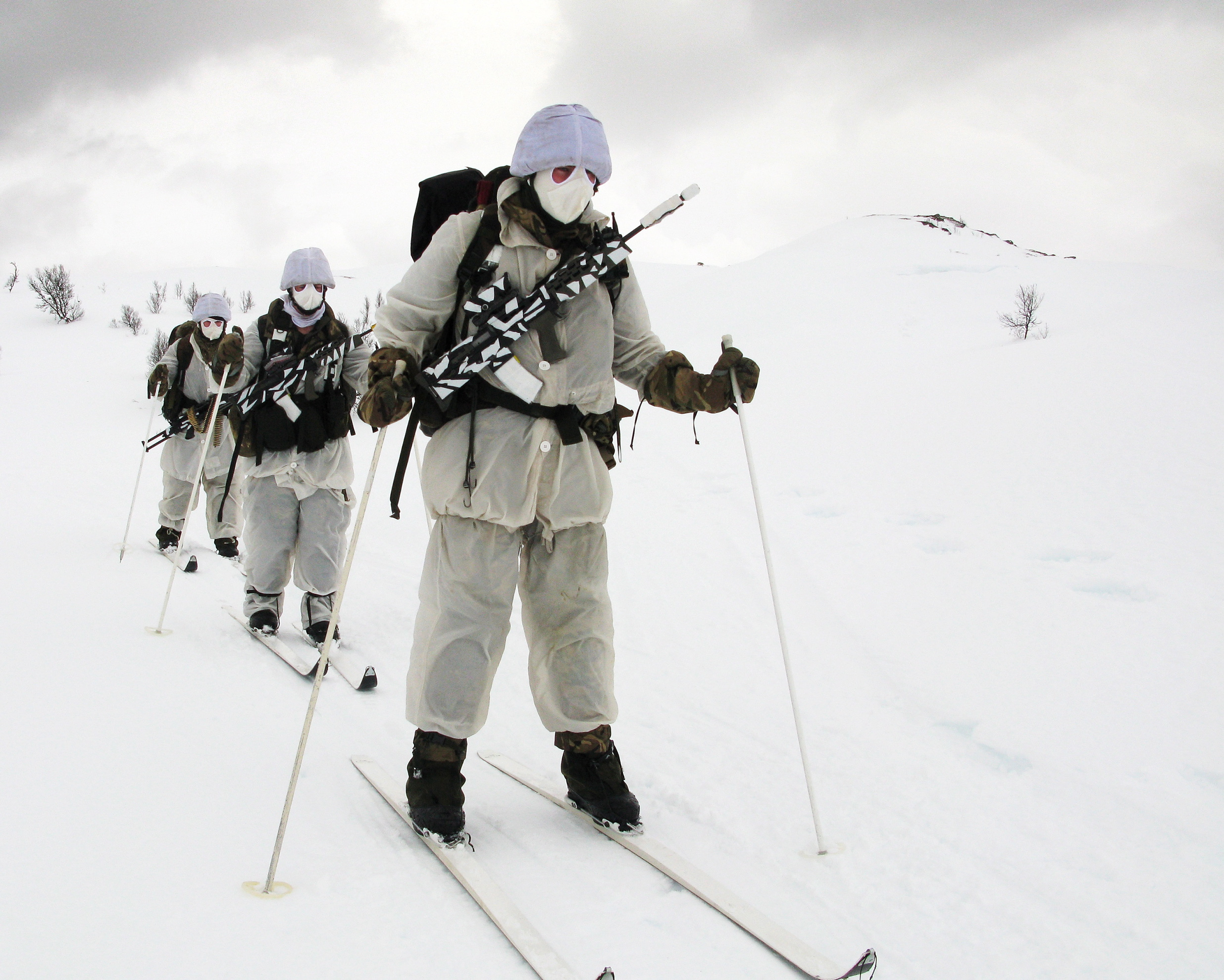
Reservistas dos Fuzileiros Navais Reais do Reino Unido treinando para operações de inverno na Noruega em 2014.

A guerra em clima frio, também conhecida como guerra ártica e guerra invernal ou guerra de inverno, abrange as operações militares afetadas pela neve, pelo gelo, pelas condições de degelo ou pelo frio, tanto em terra como no mar, bem como as estratégias e táticas utilizadas pelas forças militares nessas situações e ambientes.
As condições de clima frio ocorrem durante todo o ano em altitudes ou latitudes elevadas, e em outros lugares se materializam sazonalmente durante o período de inverno. A guerra nas montanhas geralmente ocorre em climas frios ou em terrenos afetados por gelo e neve, como os Alpes e o Himalaia. Historicamente, a maioria dessas operações ocorreu durante o inverno no Hemisfério Norte. Algumas ocorreram acima do Círculo Polar Ártico, onde neve, gelo e frio podem ocorrer durante todo o ano.
Às vezes, o frio - ou suas consequências, o degelo - tem sido um fator decisivo no fracasso de uma campanha, como aconteceu com a invasão francesa da Rússia em 1812, a invasão soviética da Finlândia em 1939, e a invasão alemã invasão da União Soviética durante a Segunda Guerra Mundial.

## História
O Norte e o Leste da Europa foram palco de algumas campanhas de inverno bem documentadas. Durante a Segunda Guerra Mundial, diversas ações ocorreram acima do Círculo Polar Ártico. Conflitos recentes em clima frio ocorreram no Himalaia.

### Pré-1800

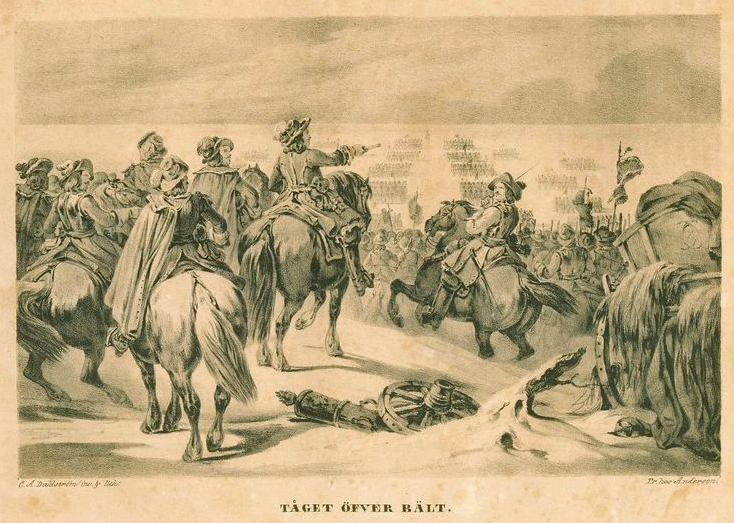
A marcha de 1658 através dos cinturões na Segunda Guerra do Norte.

Em 1242, a Ordem Teutônica perdeu a Batalha no Gelo no Lago Peipus para Novgorod. Em 1520, a decisiva Batalha de Bogesund entre a Suécia e a Dinamarca ocorreu no gelo do lago Åsunden. Em 1643 ou 1644, o Príncipe Rupert fez um ataque abortivo ao reduto parlamentar de Aylesbury, na Inglaterra. 500 homens teriam morrido congelados em 21 de janeiro. Em 25 de janeiro, um degelo repentino causou o colapso de uma ponte sobre o rio Weaver, dividindo as forças de cavalaria realistas na Batalha de Nantwich, resultando em sua derrota.
O Cerco de Katsurayama de 1557 foi travado entre as forças dos daimyō japoneses Takeda Shingen e Uesugi Kenshin como parte das campanhas de Kawanakajima. O castelo de Katsurayama era uma fortaleza Uesugi estrategicamente vital na contestada província de Shinano e, quando foi isolado dos reforços devido à neve tardia no início de 1557, o clã Takeda aproveitou esta oportunidade para tomá-lo sob o comando de Baba Nobuharu, protegido da vista por fortes nevascas.
A Suécia e a Dinamarca travaram várias guerras durante os séculos XVI e XVII. Como grande parte da Dinamarca consiste em ilhas, geralmente estava a salvo de invasões, mas em janeiro de 1658, a maior parte das águas dinamarquesas congelou. Carlos X Gustavo da Suécia liderou o seu exército através do gelo dos Cinturões para sitiar Copenhaga. A guerra terminou com o tratado de Roskilde, um tratado muito favorável aos suecos. Durante a Grande Guerra do Norte, o rei sueco Carlos XII partiu para invadir Moscou, mas acabou sendo derrotado na Batalha de Poltava após ser enfraquecido pelo tempo frio e pelas táticas de terra arrasada. A Suécia sofreu mais baixas durante a mesma guerra em que Carl Gustaf Armfeldt, com 6.000 homens, tentou invadir Trondheim. Três mil deles morreram de exposição à neve durante a Marcha da Morte Caroliana.

### Século XIX
Durante a Guerra Finlandesa, o exército russo atravessou inesperadamente o congelado Golfo de Bótnia, da Finlândia até Åland e, em 19 de março de 1809, alcançou a costa sueca num raio de 70km da capital sueca, Estocolmo. Esta manobra ousada decidiu o resultado da guerra. A invasão da Rússia por Napoleão em 1812 resultou na retirada face ao inverno com a maioria do exército francês sucumbindo ao congelamento e à fome, em vez de feridos de combate.

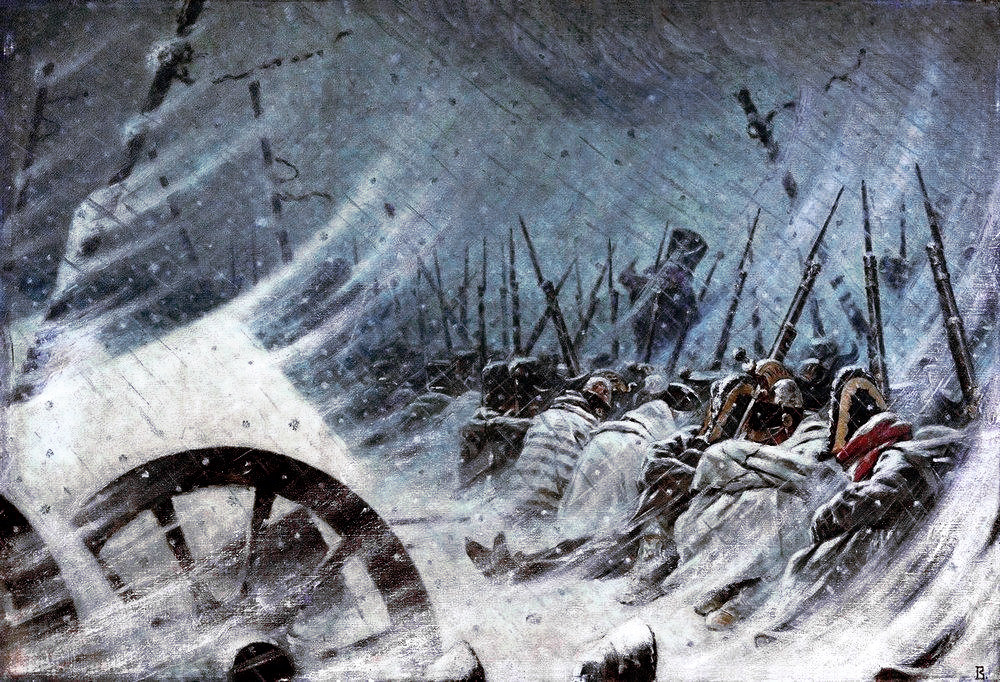
Um bivaque do exército de Napoleão durante a retirada da Rússia em 1812.
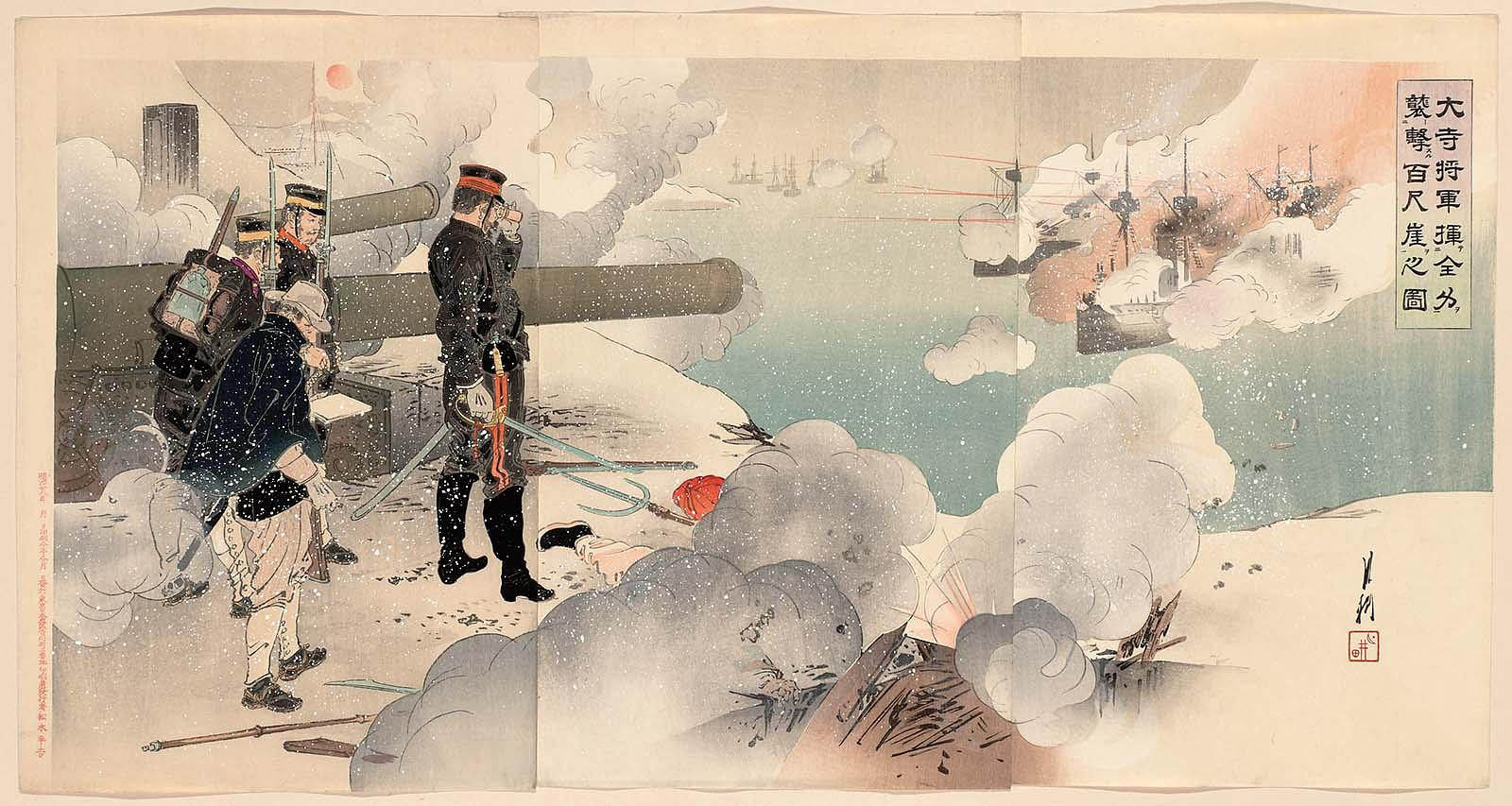
Tropas japonesas durante a Batalha de Weihaiwei em 1895.

### Século XX

#### Primeira Guerra Mundial

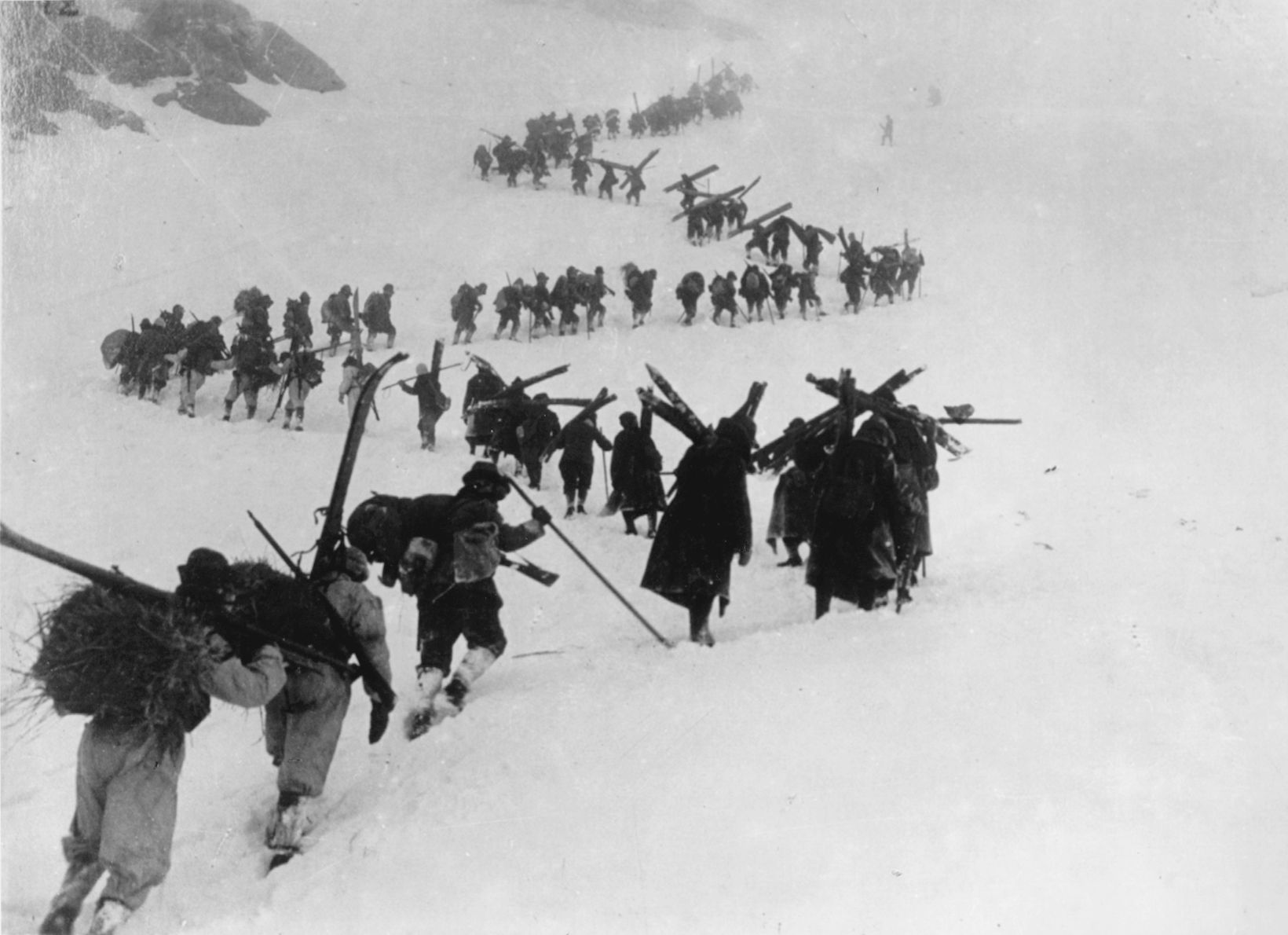
Tropas de montanha italianas na Primeira Guerra Mundial.

Durante a Primeira Guerra Mundial, os soldados da frente ocidental envolvidos na guerra de trincheiras foram forçados a lidar com condições de congelamento, pés de trincheira, queimaduras de frio e doenças. O inverno de 1916-17 foi excepcionalmente frio, o que causou grandes sofrimentos e mortes entre os soldados. Equipamentos e veículos também não eram adequados para as condições de congelamento.
Na Batalha de Sarecamixe, as tropas otomanas não estavam preparadas para os combates de inverno e sofreram grandes perdas, com 25 mil mortos congelados antes mesmo da batalha começar. Na frente italiana, os combates travaram-se na guerra de trincheiras, mas nas elevações das montanhas. Na Sexta-feira Branca, milhares de soldados de ambos os lados foram mortos em avalanches nas Dolomitas.

#### Segunda Guerra Mundial

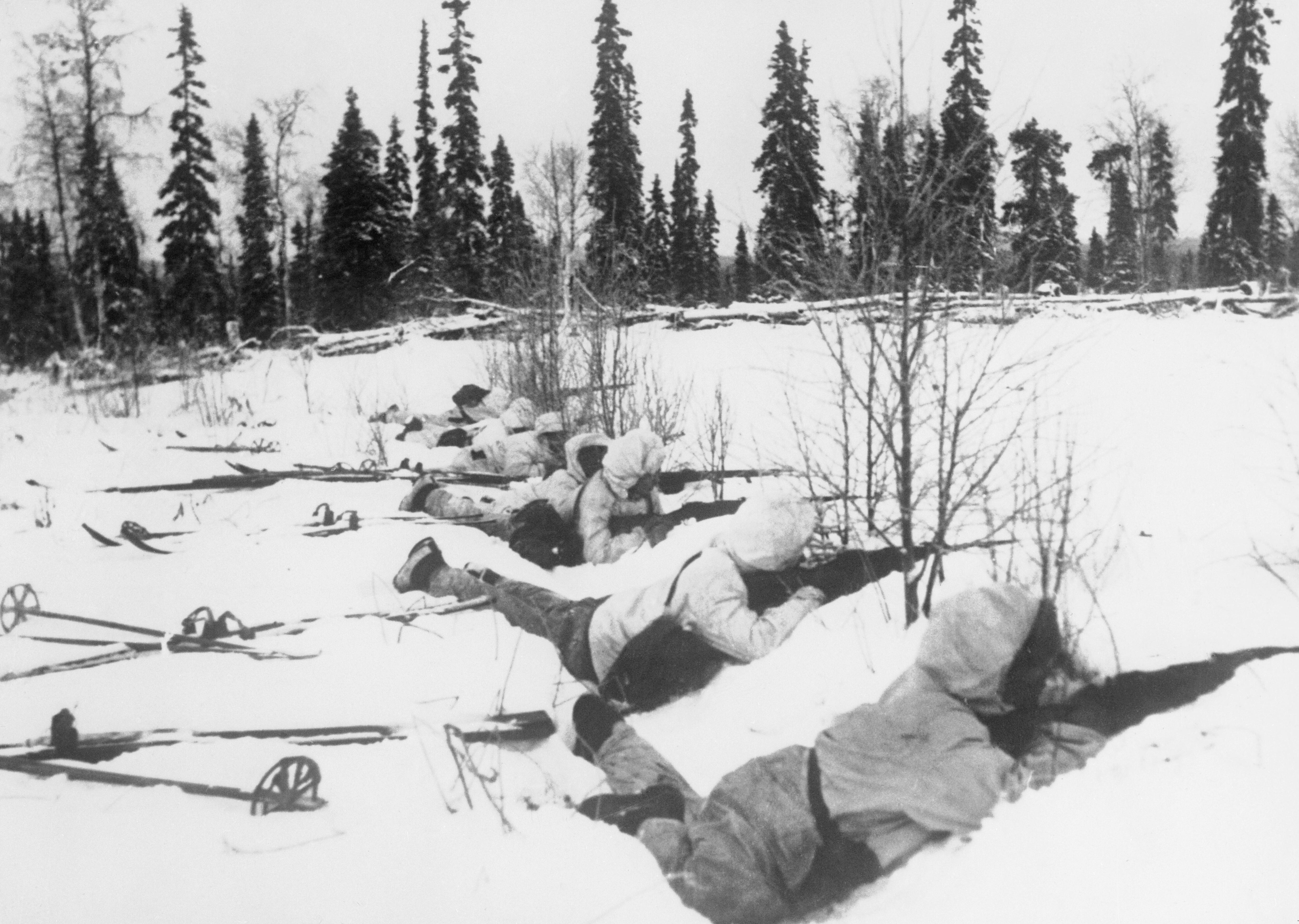
Tropas de esqui finlandesas durante a Guerra de Inverno de 1939.

O Exército Finlandês usou tropas de esqui durante a Guerra de Inverno e a Segunda Guerra Mundial, nas quais as forças soviéticas numericamente superiores, mas ligadas às estradas, eram vulneráveis ao ataque de tropas de esqui móveis vestidas de branco, aproximando-se provenientes de terreno congelado e sem estradas.
A Wehrmacht mantinha tropas de montanha de elite, Gebirgsjäger. Eles estavam organizados em pequenas unidades especializadas, que contavam com animais de carga. As armas típicas eram metralhadoras leves, morteiros e armas antitanque. O controle das linhas dos cumes era fundamental, usando um número limitado de postos avançados. Eles operavam com base nos princípios de menos armas, porém mais munição por arma e seu uso econômico.
Na Operação Barbarossa de 1941, tanto os soldados russos quanto os alemães tiveram que suportar condições terríveis durante o inverno russo. A ofensiva conjunta germano-finlandesa contra Murmansk (Operação Raposa Prateada) em 1941 viu intensos combates no ambiente do Ártico. Posteriormente, a Operação Petsamo-Kirkenes conduzida pelo Exército Soviético contra a Wehrmacht em 1944 no norte da Finlândia e na Noruega expulsou os alemães. No final de 1944, a Finlândia voltou-se contra os seus antigos co-beligerantes da Alemanha Nazi sob pressão soviética e pressionou os alemães a retirarem-se na subsequente Guerra da Lapónia. Embora o uso de infantaria de esqui fosse comum no Exército Soviético, a Alemanha formou apenas uma divisão para movimentação sobre esquis. De junho de 1942 a agosto de 1943, os Estados Unidos e o Canadá lutaram contra os japoneses na Campanha das Ilhas Aleutas, no Território do Alasca.

#### No Ártico

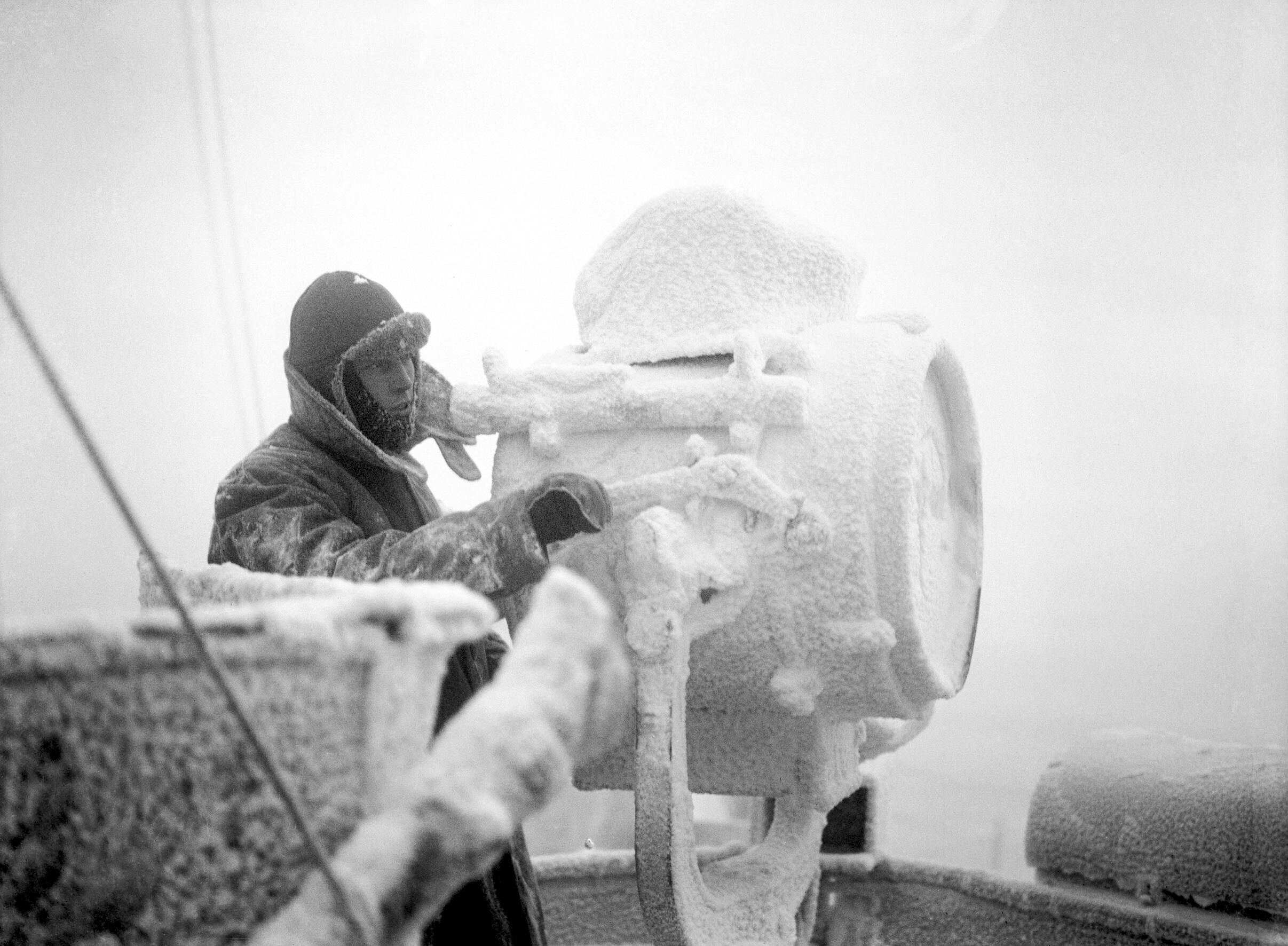
Sincelo em um projetor de comunicações de 20 polegadas (51cm) no cruzador britânico HMS Sheffield (C24), escoltando um comboio do Ártico de 1941 até a União Soviética na Segunda Guerra Mundial.

As seguintes ações foram travadas no Ártico por forças terrestres e navais na Segunda Guerra Mundial entre 1941 e 1945 nos seguintes teatros de operações:
Finlândia - A Guerra de Inverno foi um conflito militar entre a União Soviética (URSS) e a Finlândia. Começou com a invasão soviética da Finlândia em 30 de novembro de 1939, três meses após a eclosão da Segunda Guerra Mundial, e terminou três meses e meio depois com o Tratado de Paz de Moscou, em 13 de março de 1940.
Na Batalha de Suomussalmi, os finlandeses aproveitaram o tempo frio para prejudicar as tropas inimigas soviéticas, visando cozinhas de campanha e fogueiras para os seus ataques, negando assim calor e nutrição a essas tropas. Os finlandeses fizeram um rodízio de suas tropas para que pudessem retornar regularmente a abrigos quentes para se recuperarem após um ataque ou patrulha. O equipamento pesado soviético e as tropas associadas estavam restritos às estradas, enquanto as tropas de esqui finlandesas tinham ampla mobilidade para flanquear o inimigo. A ameaça dos snipers finlandeses, a quem os russos chamavam de "cucos", desmoralizou ainda mais os soviéticos. Os finlandeses exploraram rotas de gelo sobre lagos para afundar equipamentos soviéticos.
A Guerra da Lapônia foi travada entre a Finlândia e a Alemanha de setembro de 1944 a abril de 1945 na província da Lapônia, no extremo norte da Finlândia. Incluiu:
- A Operação Birke (bétula) foi uma operação alemã no final da Segunda Guerra Mundial na Lapônia finlandesa para proteger o acesso ao níquel.[23]
- A Operação Nordlicht (aurora boreal) foi uma operação alemã de retirada de terra arrasada na Finlândia durante o final da Segunda Guerra Mundial.[24]
- A Ofensiva Petsamo–Kirkenes foi uma grande ofensiva militar durante a Segunda Guerra Mundial, montada pelo Exército Soviético contra a Wehrmacht em 1944 no norte da Finlândia e da Noruega.[25]

Noruega – A libertação de Finnmark foi uma operação militar, que durou de 23 de outubro de 1944 até 26 de abril de 1945, na qual as forças soviéticas e norueguesas arrancaram da Alemanha o controle de Finnmark, o condado mais ao norte da Noruega. Tudo começou com uma grande ofensiva soviética que libertou Kirkenes.
Norte da Rússia - Operação Silberfuchs foi uma operação militar ofensiva conjunta germano -finlandesa durante a Segunda Guerra Mundial. Não conseguiu atingir o seu objectivo principal de isolar e, finalmente, capturar o principal porto soviético em Murmansk através de ataques a partir do território finlandês e norueguês.
Spitsbergen - Operação Gauntlet foi um ataque de Operações Combinadas realizado por tropas canadenses, com apoio logístico do Exército Britânico e militares das Forças Livres Norueguesas na ilha norueguesa de Spitsbergen, 970km ao sul do Pólo Norte, de 25 de agosto a 3 de setembro de 1941. A Operação Fritham foi uma operação militar norueguesa, baseada em solo britânico, que tinha como objetivo assegurar as ricas minas de carvão da ilha de Spitsbergen (uma parte de Svalbard) e negar o seu uso à Alemanha Nazista. A Operação Zitronela (Citronela) foi um ataque alemão de oito horas a Spitzbergen em 8 de setembro de 1943. Isto marca a latitude mais alta em que uma batalha terrestre já foi travada. No entanto, dadas as condições extremas, as tropas alemãs e aliadas foram por vezes obrigadas a ajudar-se mutuamente para sobreviver.
Estados Unidos – A Campanha das Ilhas Aleutas foi uma campanha conduzida pelos Estados Unidos e pelo Japão Imperial de 3 de junho de 1942 a 15 de agosto de 1943 em Attu e Kiska, parte das Ilhas Aleutas no Alasca durante a Segunda Guerra Mundial.

#### Pós-Segunda Guerra Mundial
A Batalha do Reservatório de Chosin foi um exemplo claro de como o frio afetou as operações militares na Guerra da Coréia. Houve muitos ferimentos causados pelo frio e mau funcionamento de material, tanto de veículos quanto de armas. As tropas argentinas sofreram com o frio e a chuva, mantendo posições na Guerra das Malvinas de 1982.
A Guerra Sino-Indiana foi um conflito fronteiriço do Himalaia entre a China e a Índia que ocorreu em 1962. A Índia iniciou uma Política Avançada na qual colocou postos avançados ao longo da fronteira em 1961. A China lançou ofensivas simultâneas em Ladakh e através da Linha McMahon em 20 de outubro de 1962. As tropas chinesas avançaram sobre as forças indianas em ambos os teatros. Grande parte dos combates ocorreram em duras condições de montanha, implicando combates em grande escala em altitudes superiores a 4.000 metros (14.000 pés). Muitas tropas de ambos os lados sucumbiram ao frio congelante. Os chineses usaram tropas aclimatadas, enquanto os indianos foram forçados a transportar soldados das terras baixas, muitos dos quais ficaram incapacitados pelas condições de clima alpino.
O conflito de Siachen é um confronto militar entre a Índia e o Paquistão pela disputada região do Glaciar de Siachen, na Caxemira. O conflito começou em 1984 com a bem-sucedida Operação Meghdoot da Índia, durante a qual ganhou o controle de toda a geleira de Siachen. Um cessar-fogo entrou em vigor em 2003.

### Lições históricas aprendidas

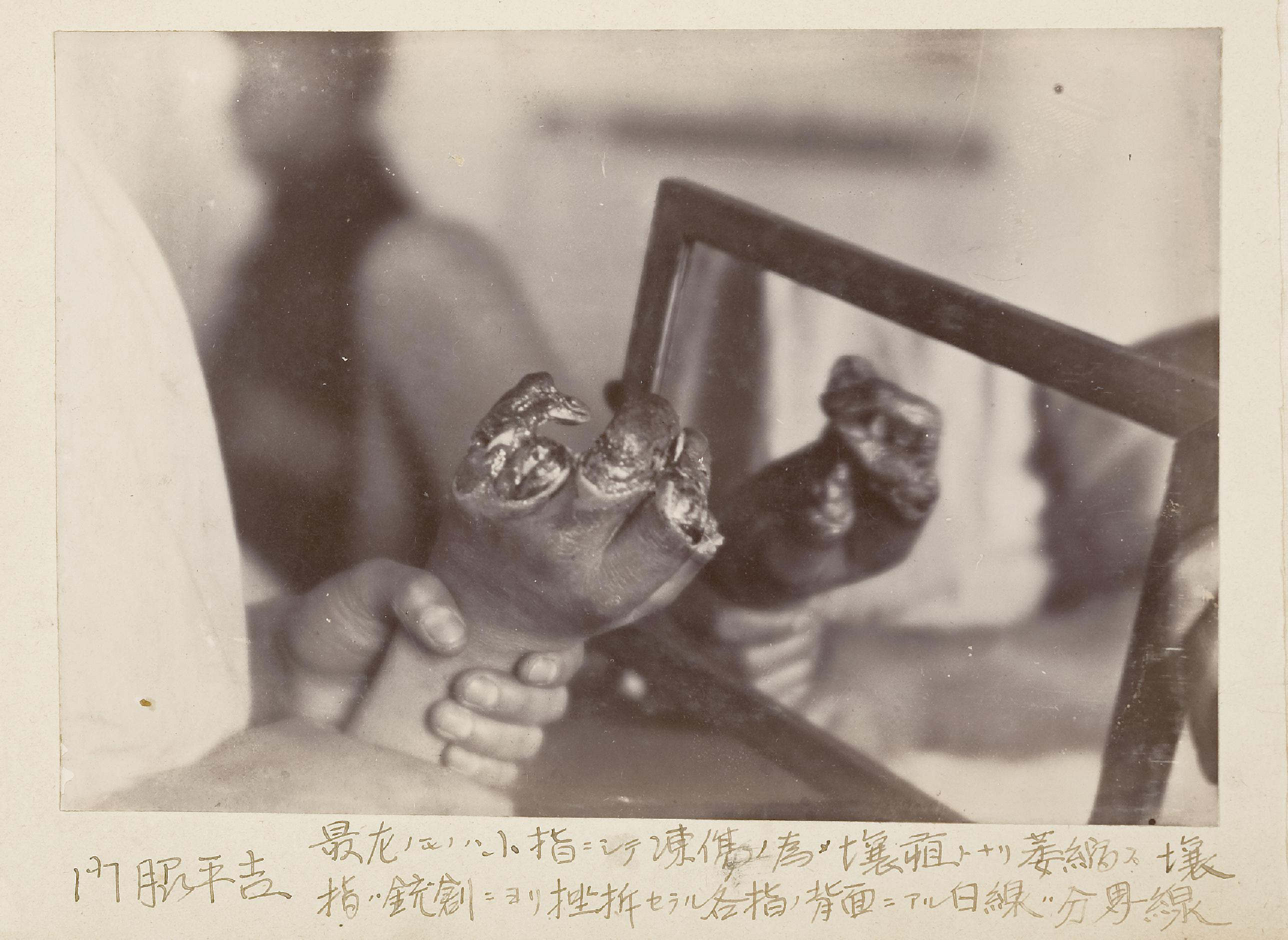
Mão congelada com gangrena, sofrida por um soldado japonês na Guerra Sino-Japonesa, inverno de 1894-5.

A compreensão das lesões causadas pelo frio evoluiu nos séculos XIX e XX; a compreensão das causas e do tratamento do congelamento e do pé de trincheira melhorou. Na Primeira Guerra Sino-Japonesa, os japoneses aprenderam a importância dos cuidados com os pés, mantendo-os secos e aquecidos com meias de reposição. Na Primeira Guerra Mundial, os médicos perceberam que o pé de trincheira era uma exposição prolongada ao frio e à umidade nos pés, que eram agravados pelo uso de polainas apertadas e bandagens nas pernas semelhantes a bandagens.
A invasão soviética da Finlândia durante a Guerra de Inverno mostrou o poder da guerra assimétrica no lado finlandês, onde pequenas unidades foram capazes de cortar as tropas invasoras soviéticas em segmentos, como lenha, e vencer cada segmento. As pequenas unidades chegaram silenciosamente em esquis ou com artilharia leve puxada por renas sobre terreno congelado e sem estradas, usando as condições de inverno como vantagem. Embora a União Soviética tenha conquistado território dos finlandeses, isso aconteceu ao custo de 200 mil mortes contra 25 mil do lado finlandês.
A invasão alemã da União Soviética induziu mais de 250.000 ferimentos causados pelo frio num ano. O exército francês que ocupava a Linha Maginot sofreu 12.000 ferimentos causados pelo frio. As experiências do desastroso avanço alemão de 1941 sobre Moscou em condições de inverno levaram ao Taschenbuch für den Winterkrieg ("Livro de bolso para a guerra de inverno") de 1942, que destacou abordagens ideais para lidar com o inverno, mas reconheceu que a improvisação no campo seria necessária quando os suprimentos estivessem faltando. As tropas soviéticas desse período tinham botas forradas de feltro e uniformes acolchoados, mas os alemães continuaram a lutar com os seus uniformes de verão.

#### Manual alemão

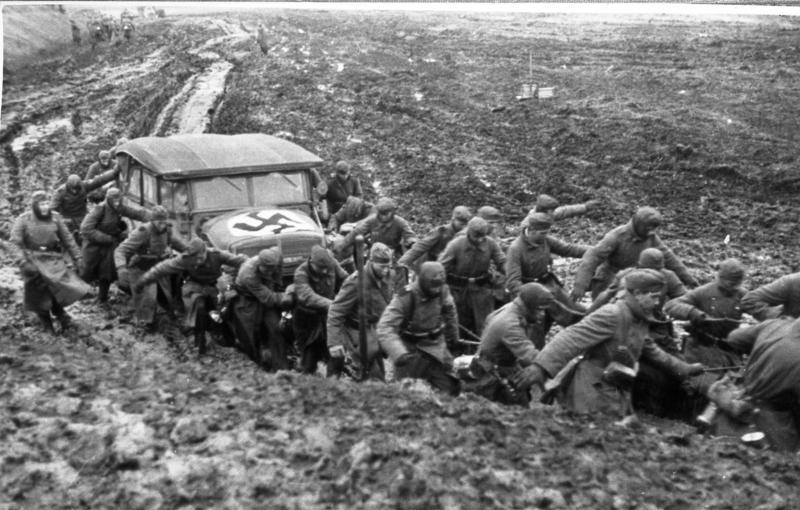
Tropas alemãs retirando veículo da lama de novembro de 1941 na Frente Oriental.

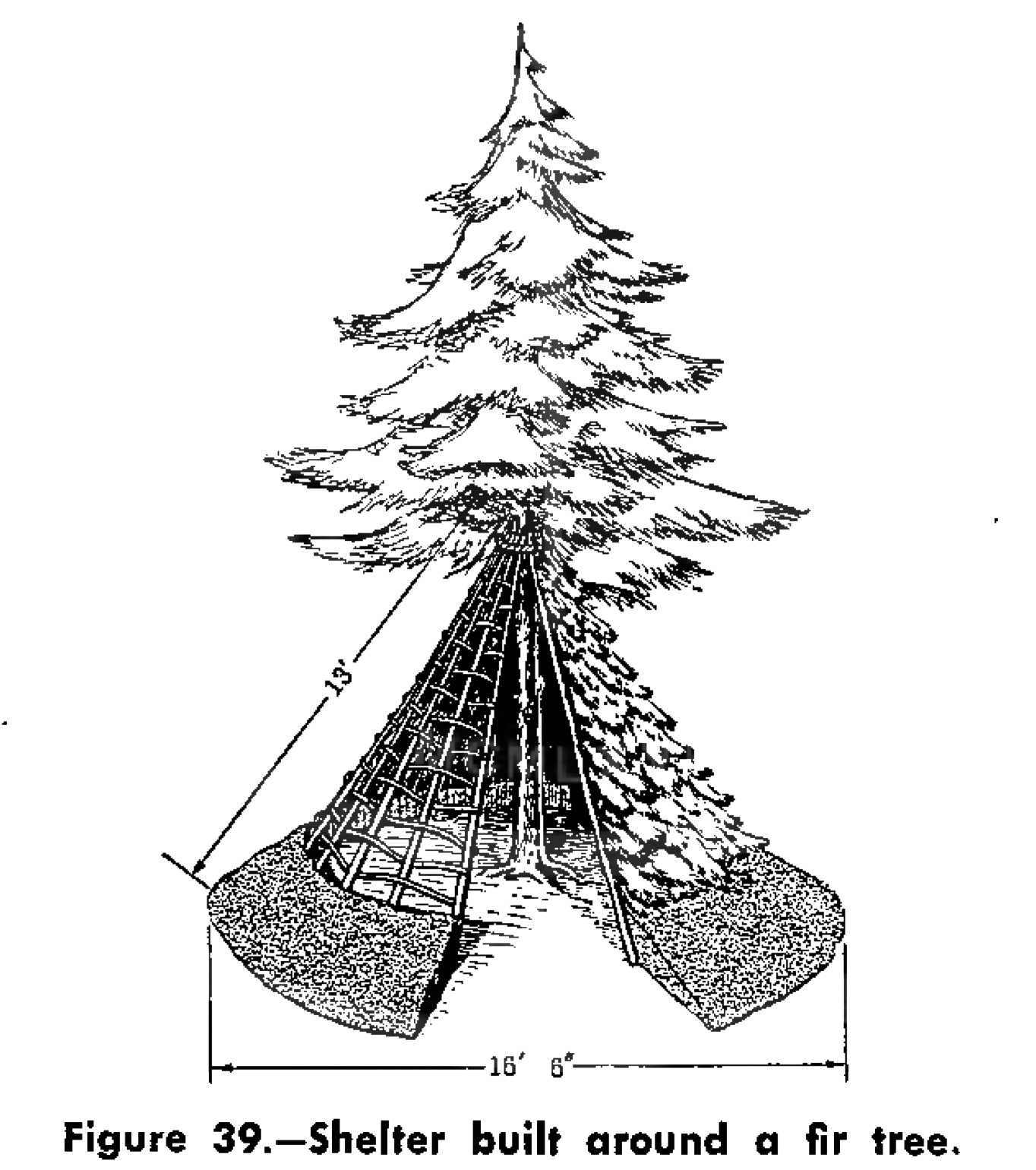
Abrigo improvisado em torno de um abeto, adaptado do Taschenbuch für den Winterkrieg alemão de 1942.

O manual Taschenbuch für den Winterkrieg contém seções sobre a influência e duração do inverno, as estações de lama e degelo, preparação para a guerra de inverno, métodos de combate no inverno e manutenção do moral, incluindo o uso de material de leitura, palestras, filmes e "força através de exercícios de alegria". Outras seções cobrem marchas, manutenção de estradas, acampamentos e abrigos de inverno, construção de posições de inverno, camuflagem e ocultação, identificação do inimigo, roupas, rações, evacuação dos feridos, cuidado e uso de armas e equipamentos, comunicação de sinais e mobilidade no inverno. O manual foi elaborado para fornecer informações em nível de oficial para doutrinação de tropas por meio de patentes de suboficiais. O escopo do manual é treinar tropas nas seguintes áreas:
- Proteção de pessoal, veículos e armas contra neve e frio
- Treinar pessoal para ser resistente às condições encontradas e capaz de improvisar abrigos a partir de materiais encontrados
- Mobilidade em esquis, estradas de inverno, travessias de gelo e conversão de veículos com rodas em versões sobre esteiras
- Construção de posições e obstáculos em terreno congelado
- Combate em neve profunda e frio intenso

Alguns destaques incluem abordar:
- Fatores humanos – Fornecer o nível certo de roupas para manter a agilidade e evitar superaquecimento. Manter um ritmo de marcha lento e constante para evitar o resfriamento pelo vento. Aumentar o moral com jornais atualizados de casa e de áreas próximas. Fornecimento de abrigos e acampamentos improvisados. Higiene, enfatizando a limpeza.
- Mobilidade – Criação e manutenção de estradas e trilhas de inverno. Aquecimento dos motores para uma partida confiável.
- Posições e fortificações – Usar troncos e neve como materiais para fornecer trincheiras e posições de armas.
- Cuidados com os equipamentos – Manter os equipamentos secos, quando possível, e substituir óleos e fluidos hidráulicos por lubrificantes de baixa temperatura.

#### Experiência soviética
O Exército Soviético aprendeu com as experiências da Guerra de Inverno de 1939-40 e com o avanço alemão de 1941 sobre Moscou. O Alto Comando percebeu que deveria preparar divisões inteiras para a guerra de inverno em 1942, começando com uniformes quentes, equipamento de inverno (esquis, etc.) e treinamento para operações de inverno. A análise de experiências anteriores resultou em uma série de manuais que cobriam operações de voo, de engenharia e de armas de combate no inverno. Os problemas abordados incluem:
- Operações de voo – A redução da luz do dia, a neve acumulada e as baixas temperaturas impediram a necessidade adicional de transporte aéreo.
- Operações de engenheiros – As tropas de engenheiros constroem novas estradas, campos de aviação, travessias de água e acampamentos com abastecimento de água. Eles destroem obstáculos, exigindo equipamentos de engenharia. Tropas regulares entrincheiram tanques, constroem obstáculos para tanques e constroem abrigos simples.
- Operações de armas de combate – Abordar os métodos de defesa alemães com redutos de armas automáticas, complementados com minas, arame-farpado e obstáculos antitanque. Contra estes, os russos usaram fogo concentrado e coordenado.

Atirador soviético fornecendo fogo de cobertura durante a Batalha de Moscou em 1941.

No artigo de 1981, Fighting the Russians in Winter: Three Case Studies, Chew baseiado em experiências da Guerra Aliado-Soviética no Norte da Rússia durante o inverno de 1918-19, a destruição da 44ª Divisão de Fuzileiros Motorizados Soviética e a Guerra Nazi-Soviética durante a Segunda Guerra Mundial para derivar fatores de guerra de inverno relativos a táticas militares, material e pessoal:
- Táticas – As posições defensivas são altamente vantajosas devido à capacidade de manter o calor e a proteção, em comparação com o ataque em frio extremo. A mobilidade e o apoio logístico são muitas vezes restringidos pela neve, exigindo arar ou compactar a neve para acomodar veículos ou trenós de lagartas largas. O movimento da infantaria na neve profunda requer esquis ou raquetes de neve para evitar a exaustão. O som se espalha bem pela neve com crosta, diminuindo o elemento surpresa. Os explosivos são úteis para escavar trincheiras e abrigos maiores em solo congelado. Atacar cozinhas de campanha e acampamentos priva o inimigo de comida e abrigo. A rápida remoção dos feridos do campo de batalha é essencial para a sua sobrevivência no frio.
- Material – Armas e veículos requerem lubrificantes especiais para operar em baixas temperaturas. As minas não são confiáveis no inverno, devido à neve profunda que pode amortecer o fusível ou formar uma ponte de gelo sobre o detonador.
- Pessoal – Roupas de inverno adequadas são necessárias para manter o calor do corpo e evitar lesões causadas pelo frio, como queimaduras pelo frio. A eficiência e a sobrevivência das tropas exigem o uso de abrigo disponível ou o fornecimento de abrigo portátil.

## Operações terrestres
Os factores operacionais abrangem o planejamento do clima e do tempo em que as operações militares são necessárias, sendo a neve, o gelo, a lama e o frio as principais considerações. As táticas militares, o material, a engenharia de combate e a medicina militar exigem adaptações especializadas às condições encontradas no tempo frio.

### Regiões frias e montanhosas

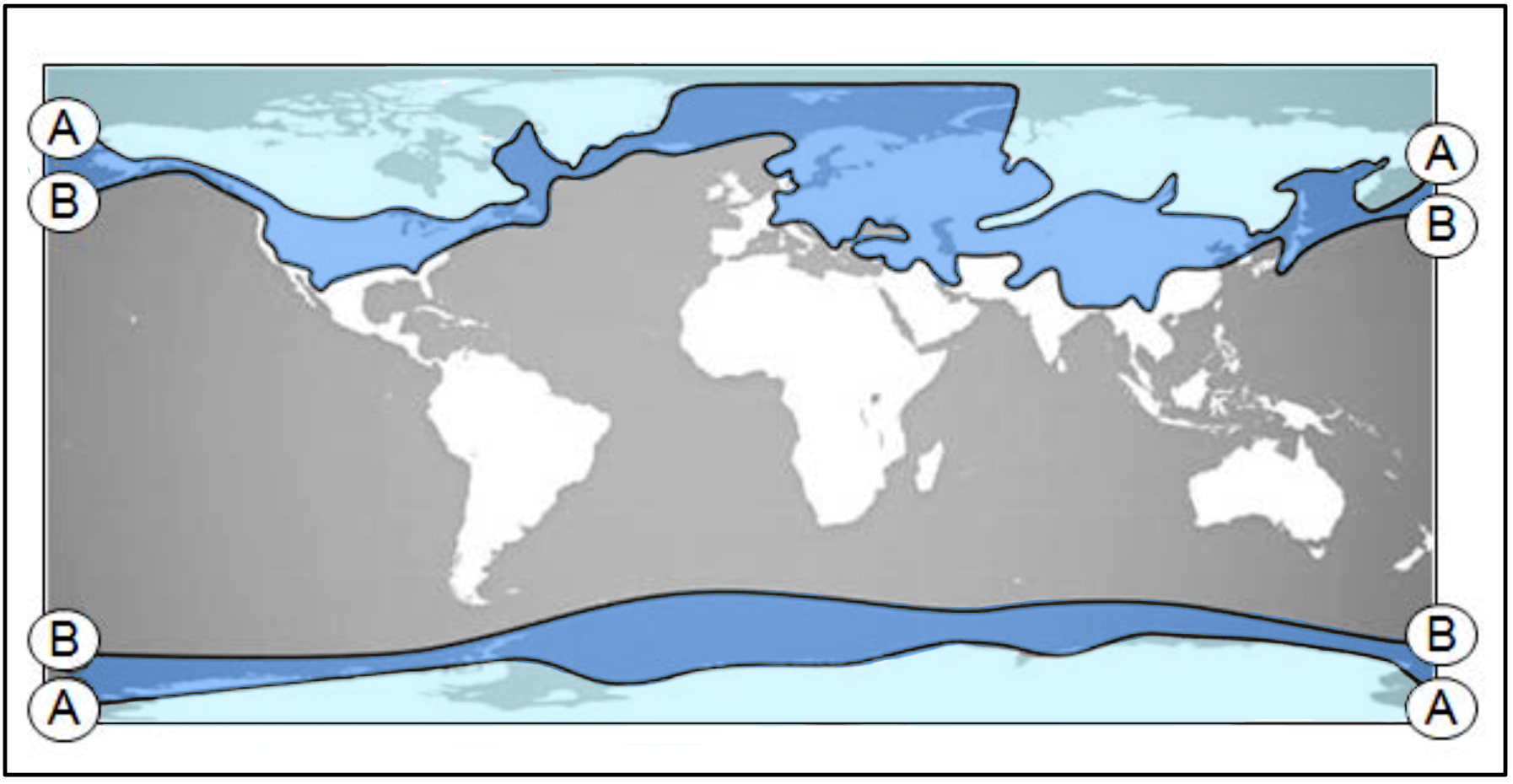
Regiões frias que têm um efeito significativo nas operações militares durante um mês ou mais por ano.
Extremamente frio
Moderadamente frio

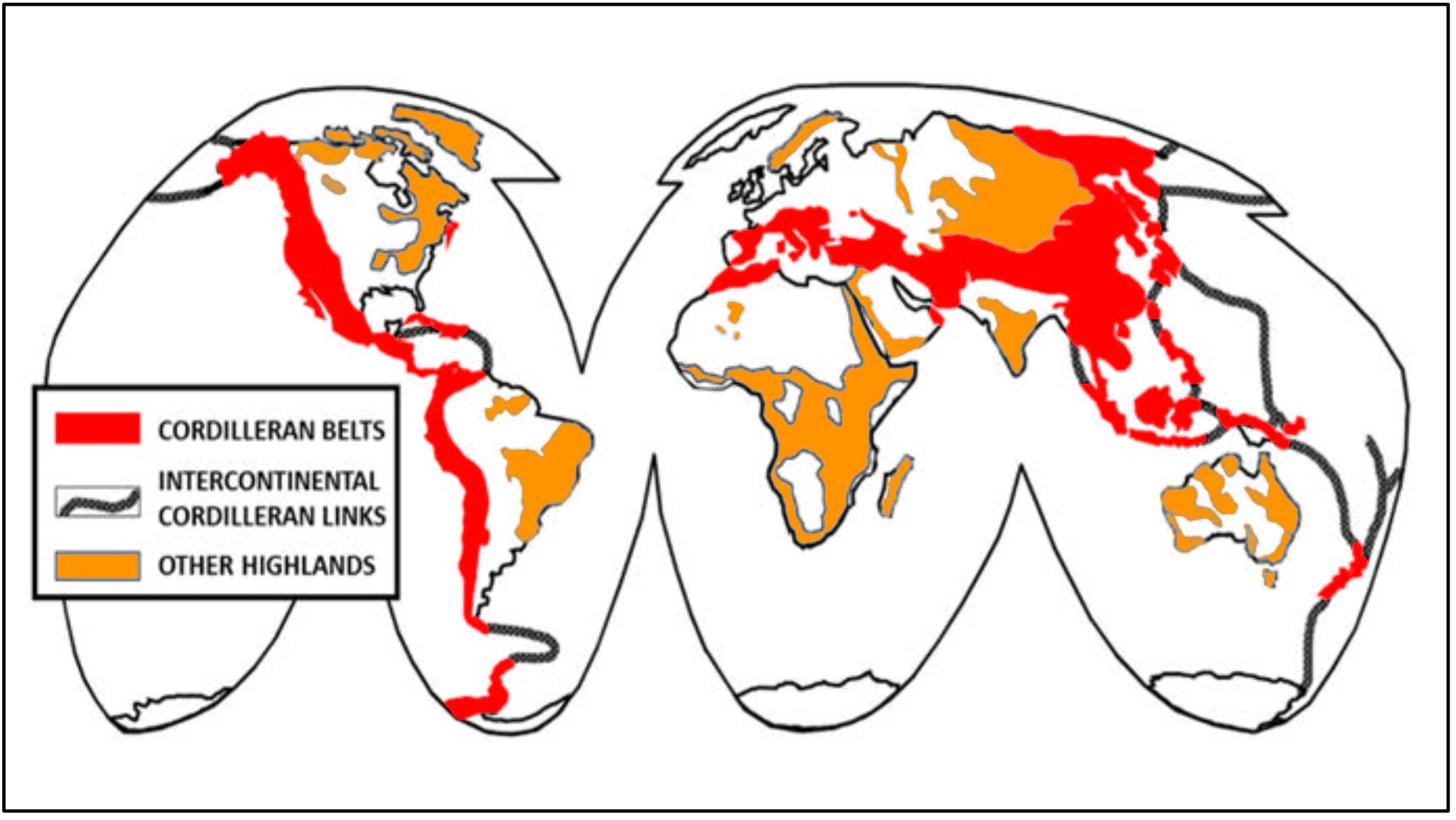
As principais cadeias de montanhas do mundo.

Em seu manual "Guerra nas montanhas e operações em clima frio" de 2016, o Exército dos Estados Unidos define regiões frias como "onde as temperaturas frias, o terreno único e a queda de neve têm um efeito significativo nas operações militares durante um mês ou mais a cada ano". Descreve regiões que são severamente frias ou moderadamente frias, cada uma compreendendo aproximadamente um quarto da massa terrestre da Terra.
- Extremamente frio – Onde as temperaturas médias anuais do ar ficam abaixo de zero, as profundidades máximas da neve excedem 60cm, e o gelo cobre lagos e rios por mais de 180 dias por ano.
- Moderadamente frio – Onde as temperaturas médias durante o mês mais frio estão abaixo de zero.

O manual também delineia as principais cadeias montanhosas do mundo, que se estendem ao longo de amplas faixas que circundam a bacia do Pacífico e depois conduzem para oeste através da Eurásia até ao Norte de África. Secundariamente, cadeias escarpadas de montanhas situam-se ao longo das margens atlânticas da América e da Europa.

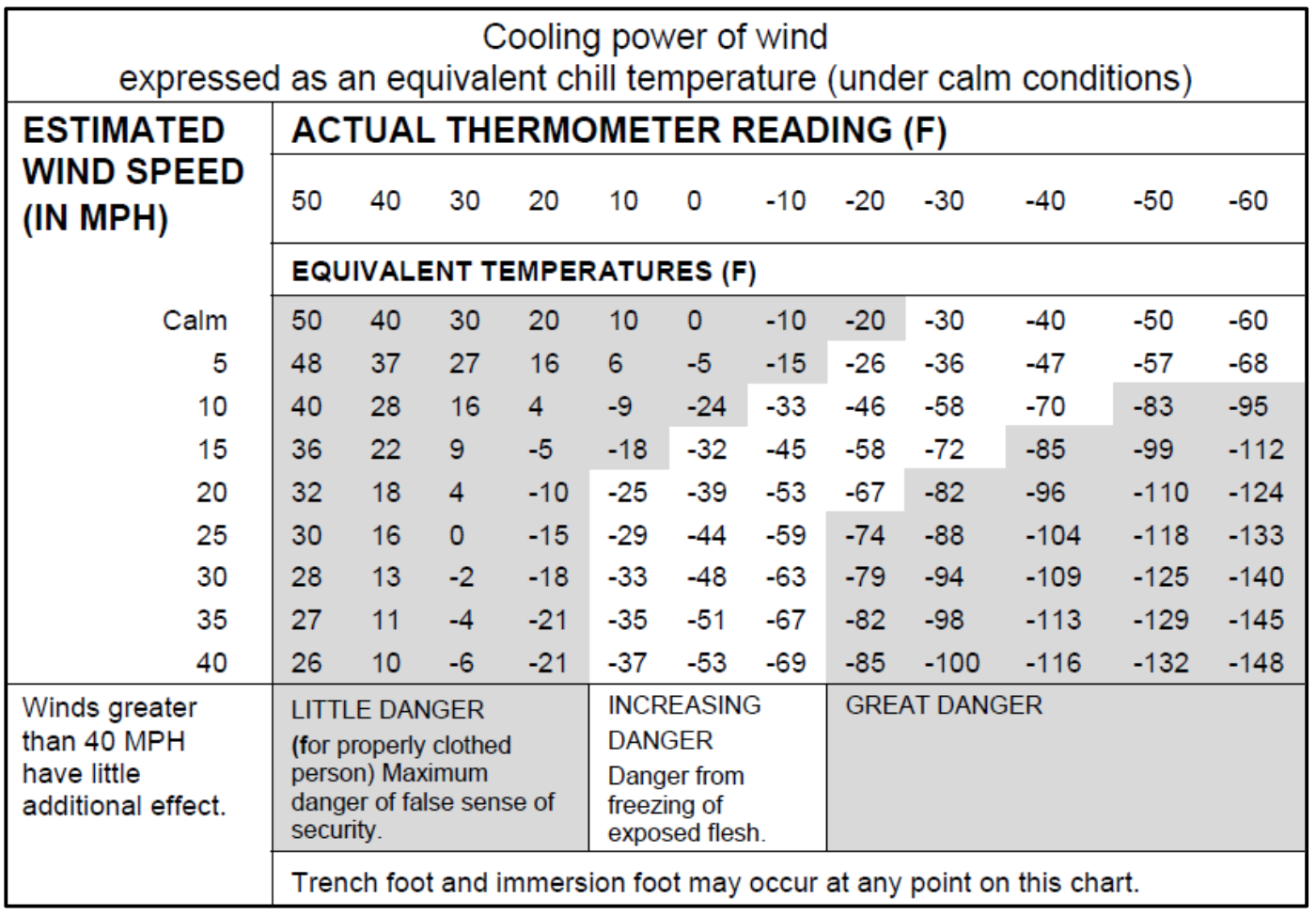
Poder de resfriamento do vento, expresso como uma temperatura de resfriamento equivalente em condições calmas.

### Condições do tempo
Temperatura, vento, neve e degelo são as principais condições que afetam a paisagem de batalha no inverno.

#### Temperatura
O Exército dos EUA agrupa as temperaturas frias usando categorias. As categorias de temperatura são (com resumos citados):
- Frio úmido – De 4º a -7ºC. As condições de frio úmido ocorrem quando a neve úmida e a chuva geralmente acompanham as condições de frio úmido. Este tipo de ambiente é mais perigoso para as tropas e equipamentos do que os ambientes mais frios e secos, porque o solo fica lamacento e lamacento e as roupas e equipamentos ficam perpetuamente molhados e úmidos.
- Frio seco – De -7º a -20ºC. Condições de frio seco são mais fáceis de viver do que condições de frio úmido. Tal como em condições húmidas e frias, o equipamento, o treinamento e a liderança adequados são essenciais para o sucesso das operações. A sensação térmica é um fator complicador nesse tipo de frio. O ambiente frio e seco é o mais fácil de sobreviver das quatro categorias de clima frio devido à baixa umidade e ao solo permanecer congelado. Como resultado, as pessoas e os equipamentos não estão sujeitos aos efeitos do ciclo de degelo e congelamento, e a precipitação ocorre geralmente na forma de neve seca.
- Frio intenso – De -21º a -32ºC. Essa faixa de temperatura pode afetar tanto a mente quanto o corpo. Tarefas simples demoram mais e exigem mais esforço do que em temperaturas mais quentes e a qualidade do trabalho degrada-se à medida que a atenção aos detalhes diminui. As roupas ficam mais volumosas para compensar o frio, fazendo com que as tropas percam a destreza. Os comandantes consideram esses fatores ao planejar operações e atribuir tarefas.
- Frio extremo – De -32º a -40ºC. No frio extremo, o desafio da sobrevivência torna-se primordial à medida que o pessoal se retrai. Armas, veículos e munições provavelmente falharão neste ambiente.
- Frio perigoso – De -40ºC e abaixo. As unidades requerem treinamento extensivo antes de operarem nessas temperaturas extremas.

O efeito de resfriamento combinado da temperatura ambiente e do vento (sensação térmica) é um fator importante que afeta as tropas.

#### Neve
Para fins militares, o Exército dos EUA classifica a neve como leve, moderada ou pesada. Cada classificação afeta a visibilidade e o movimento do solo devido à acumulação e é citada abaixo:

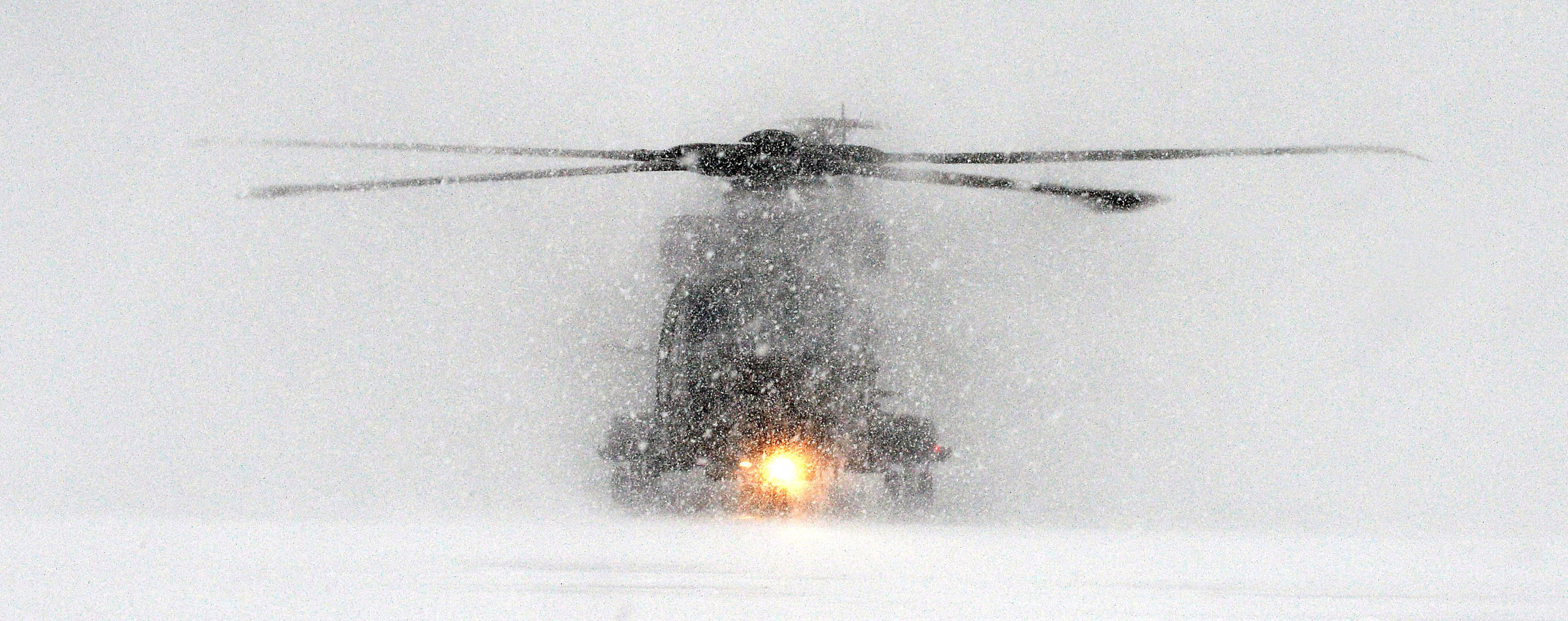
Um helicóptero Merlin Mk3 da Marinha Real operando sob forte neve na Estação Aérea de Bardufoss, na Noruega.

- Neve fraca – A visibilidade é igual ou superior a 1.000m com queda de neve. Um traço de 1 polegada (2,5 cm) por hora se acumula.
- Neve moderada – A visibilidade é de 500 a 800m com queda de neve. 1 a 3 polegadas (2,5 a 7,6 cm) por hora se acumulam.
- Neve forte – A visibilidade é inferior a 400m com queda de neve. 3 polegadas (7,6 cm) ou mais polegadas por hora se acumulam.

A neve e os montes de neve podem criar vantagens no campo de batalha, preenchendo valas e rastros de veículos e nivelando o terreno. Isto também cria cavidades no lado de obstáculos a favor do vento, como árvores, edifícios e arbustos, que fornecem pontos de observação ou posições de tiro. Os montes de neve podem fornecer cobertura para os soldados se aproximarem de um objetivo. A doutrina do Exército Soviético citou 30cm como o limite de profundidade da neve que prejudica a mobilidade de tropas, cavalaria e veículos, exceto tanques para os quais o limite era 50cm.

#### Degelo

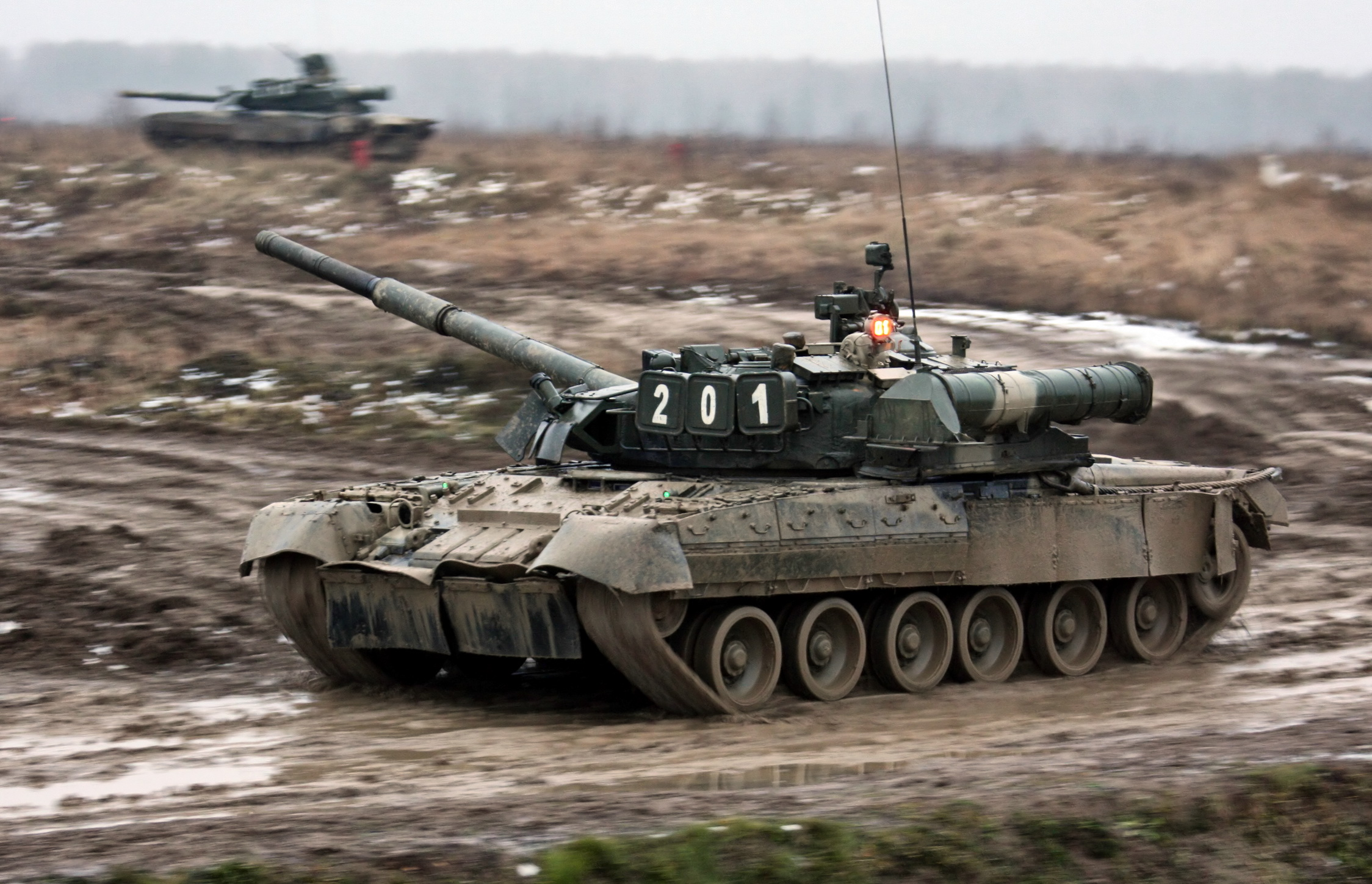
Tanque de batalha principal russo T-80 manobrando em condições de degelo.

As condições de degelo podem prejudicar a mobilidade e colocar os soldados em risco de contraírem pé de trincheira, transformando o solo em lama; também pode enfraquecer e quebrar a cobertura de gelo em corpos d’água. A manutenção das estradas torna-se mais difícil durante os períodos de escoamento da primavera e do degelo e requer a remoção da lama por equipamento pesado. Solo lamacento e empapado faz com que roupas e equipamentos fiquem molhados, úmidos e sujos. As condições lamacentas inibiram enormemente a capacidade de manobra de Napoleão na Rússia no outono de 1812 e também a tentativa alemã de tomar Moscou no outono de 1941.
O Taschenbuch für den Winterkrieg de 1942 reconhece que nem os veículos sobre lagartas nem sobre rodas podem manobrar durante condições de degelo e que as operações das aeronaves devem ser restritas a pistas de concreto. O manual aborda a minimização da utilização de estradas durante este período e o desmantelamento de pontes que possam ser destruídas por blocos de gelo. Enfatiza como as posições em solo congelado devem ser melhoradas para evitar a deterioração causada pelo degelo e a necessidade de troca de uniformes de frio para uniformes de chuva.

### Táticas

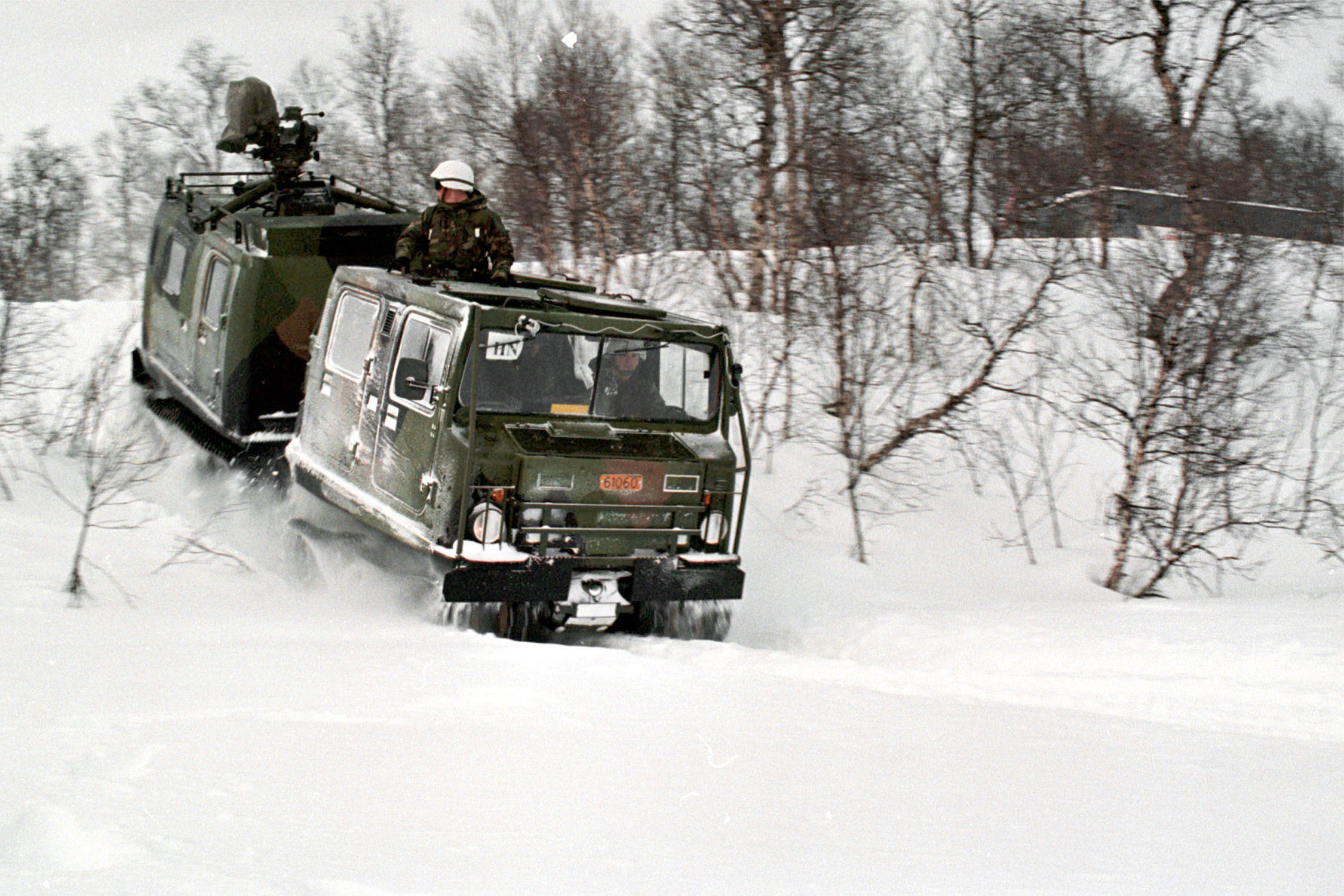
Um veículo sueco de apoio a pequenas unidades Bandvagn 206 em serviço norueguês sendo operado por fuzileiros navais dos EUA.

A preocupação tática dominante em condições de frio é a capacidade de manobrar em veículos ou a pé. Além disso, durante o inverno, as operações noturnas tornam-se a norma em latitudes mais altas, com longos períodos de escuridão. A neve melhora a visão noturna devido à alta refletividade e à visibilidade dos combatentes contra o fundo branco.

#### Movimento montado
O Taschenbuch für den Winterkrieg alemão enfatiza o reconhecimento para verificar as condições e a capacidade das estradas a serem utilizadas, e descreve a remoção de neve das estradas e a recuperação de veículos atolados. A doutrina do Exército Soviético enfatizava o uso de trenós para o transporte de metralhadoras e morteiros sobre a neve, rebocados em um trem por tratores de lagarta. Abordou a necessidade de pré-aquecer os carros de combate para uso no inverno e sua aplicação antes da marcha das tropas para destruir posições inimigas. A doutrina militar finlandesa exige movimentos de pequenas unidades com mísseis guiados antitanque e múltiplos sistemas de lançamento de foguetes para atacar forças estrangeiras que entraram no país.
A orientação do Exército dos EUA defende que em terrenos cobertos de neve, os veículos podem ser empregados para estabelecer e manter trilhas, estabelecendo uma pista bem escondida com o primeiro veículo, seguido por um veículo viajando deslocado da pista do primeiro, para nivelar a trilha, e veículos subsequentes alargando e achatando a trilha. Trilhas marcadas evitam obliteração em tempestades de neve ou condições de deriva. Em terreno montanhoso, veículos sobre lagarta, incluindo tanques, veículos de combate de infantaria e veículos blindados de transporte, raramente acompanham a infantaria desmontada no ataque. Em vez disso, ajudam as forças ocupando posições onde podem usar o seu poder de fogo para isolar os objectivos inimigos.

#### Movimento desmontado

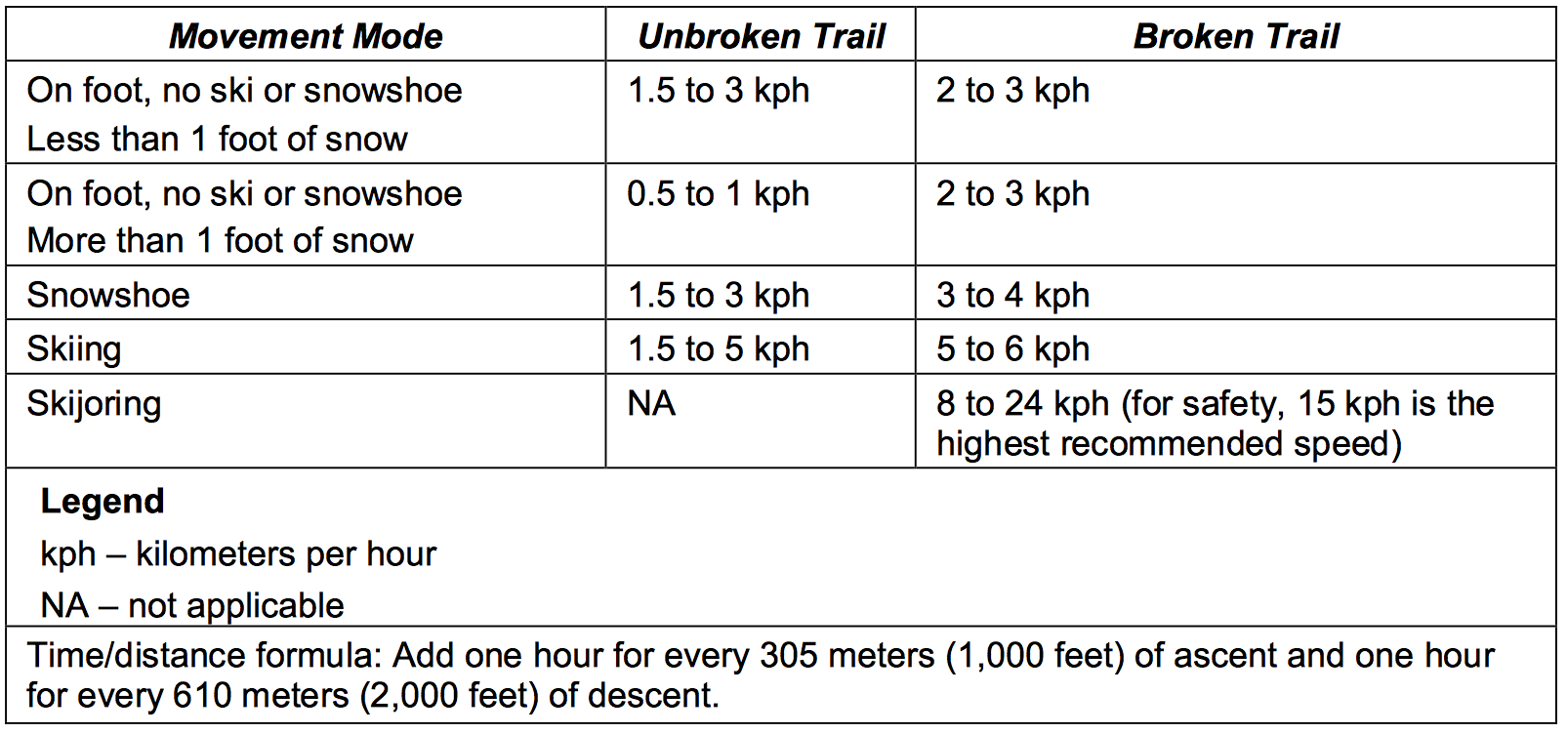
Cadências de marcha para movimento de unidades na neve.

O Taschenbuch alemão descreve a preparação e condução das marchas e defende a manutenção de um progresso lento e constante com breves paradas para evitar a exposição ao vento e o fornecimento de bebidas quentes por veículos de apoio ao longo do caminho. A doutrina do Exército Soviético enfatizou o uso de tropas de esqui para operações desmontadas sobre a neve. A orientação do Exército americano explica que as tropas que se movem em uma formação de “coluna” em forma de cunha viajam mais lentamente, sem ninguém quebrar a trilha na neve imperturbada, do que a formação de fila em linha. Portanto, a formação de colunas é reservada para contato iminente com o inimigo. À medida que o ângulo de inclinação aumenta, é provável que o tempo de viagem aumente substancialmente.

#### Travessias de água

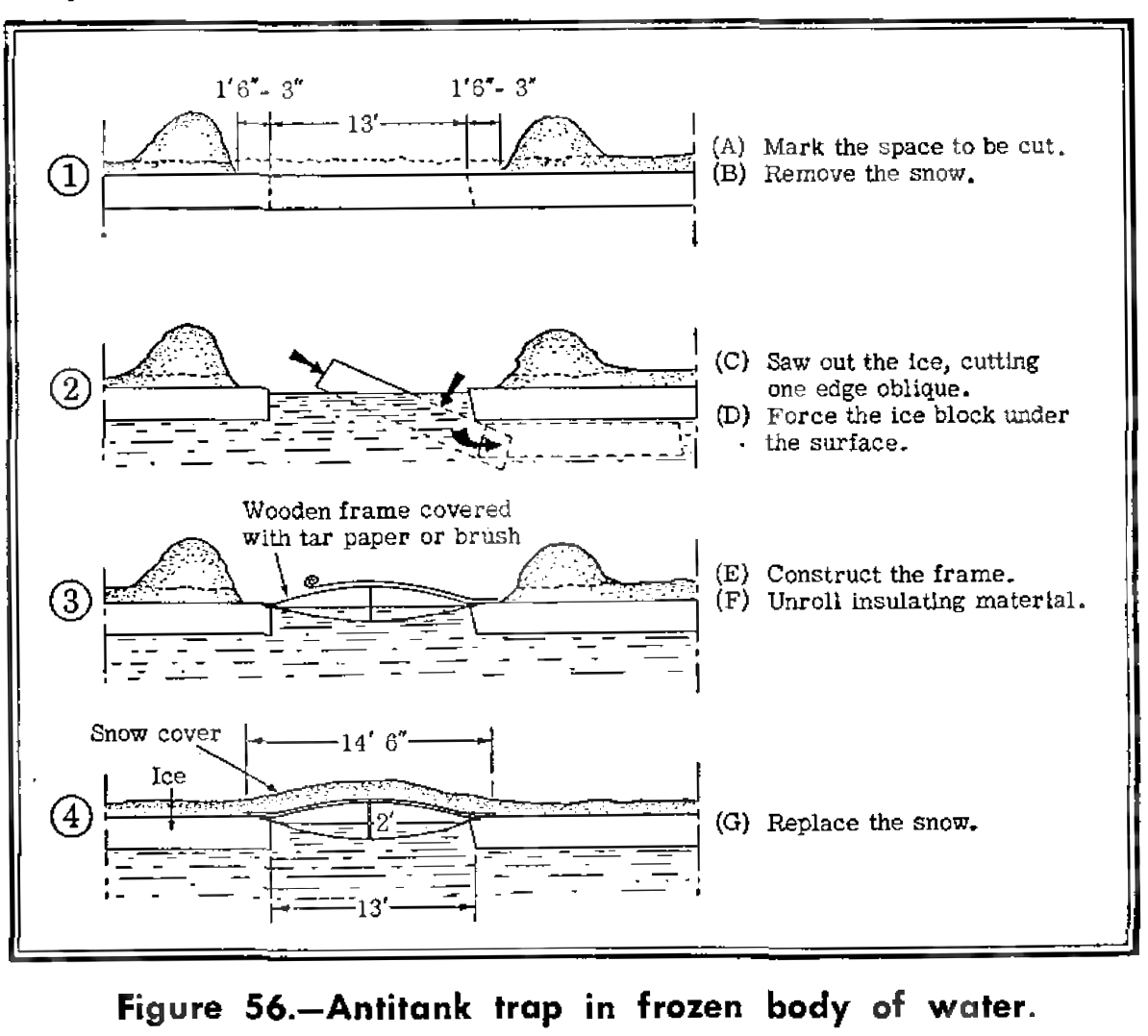
Diagrama para criar uma armadilha para tanque no gelo, adaptado do Taschenbuch für den Winterkrieg

O Taschenbuch alemão descreve a avaliação e o reforço das travessias de gelo e também a oportunidade de utilizá-las como armadilhas para tanques inimigos, removendo o gelo e preenchendo a lacuna com uma estrutura fraca, disfarçada de gelo reforçado. Ele oferece as seguintes orientações para cruzar mantos de gelo:
| Espessura do gelo em cm | Tipo de tráfego militar                                       | Intervalo mínimo em metros |
| ----------------------- | ------------------------------------------------------------- | -------------------------- |
| 5                       | Infantaria em fila com coluna duplos                          | 7                          |
| 20                      | Veículos com peso bruto de 4,5 toneladas (5 toneladas curtas) | 20                         |
| 30                      | Veículos com peso bruto de 8,2 toneladas (9 toneladas curtas) | 30                         |
| 40                      | Veículos de 18 toneladas (20 toneladas curtas), tanques leves | 40                         |
| 60                      | Veículos de 41 toneladas (45 toneladas curtas)                | 50                         |

O Exército Soviético foi um dos primeiros a adotar um protocolo para a guerra de inverno. Sua doutrina descrevia a avaliação e o reforço das travessias de gelo e sugeria a utilização de lagos e rios congelados como aeródromos expedicionários, localizados próximos à frente para aproveitar as curtas horas do dia no inverno.
Segundo o Exército dos EUA, os rios encontrados em regiões frias podem ser grandes obstáculos. Os rios subárticos geralmente têm muitos canais trançados e correntes rápidas. Durante a primavera e o início do inverno, os rios podem ficar intransitáveis devido ao congelamento ou degelo dos fluxos de gelo. Uma vez firmemente congelados, os rios podem oferecer rotas para movimentos montados e desmontados. Algumas áreas pantanosas não congelam solidamente durante os períodos mais frios do inverno para apoiar os movimentos das tropas. No entanto, é possível construir "pontes de gelo" para engrossar um curso d'água congelado, utilizando bombas ou algum outro meio de inundar a área coberta de gelo, quando as temperaturas estão abaixo de doze graus Célsius e o gelo natural preexistente é mais espesso que 10cm para apoio à atividade de construção.

### Camuflagem de neve

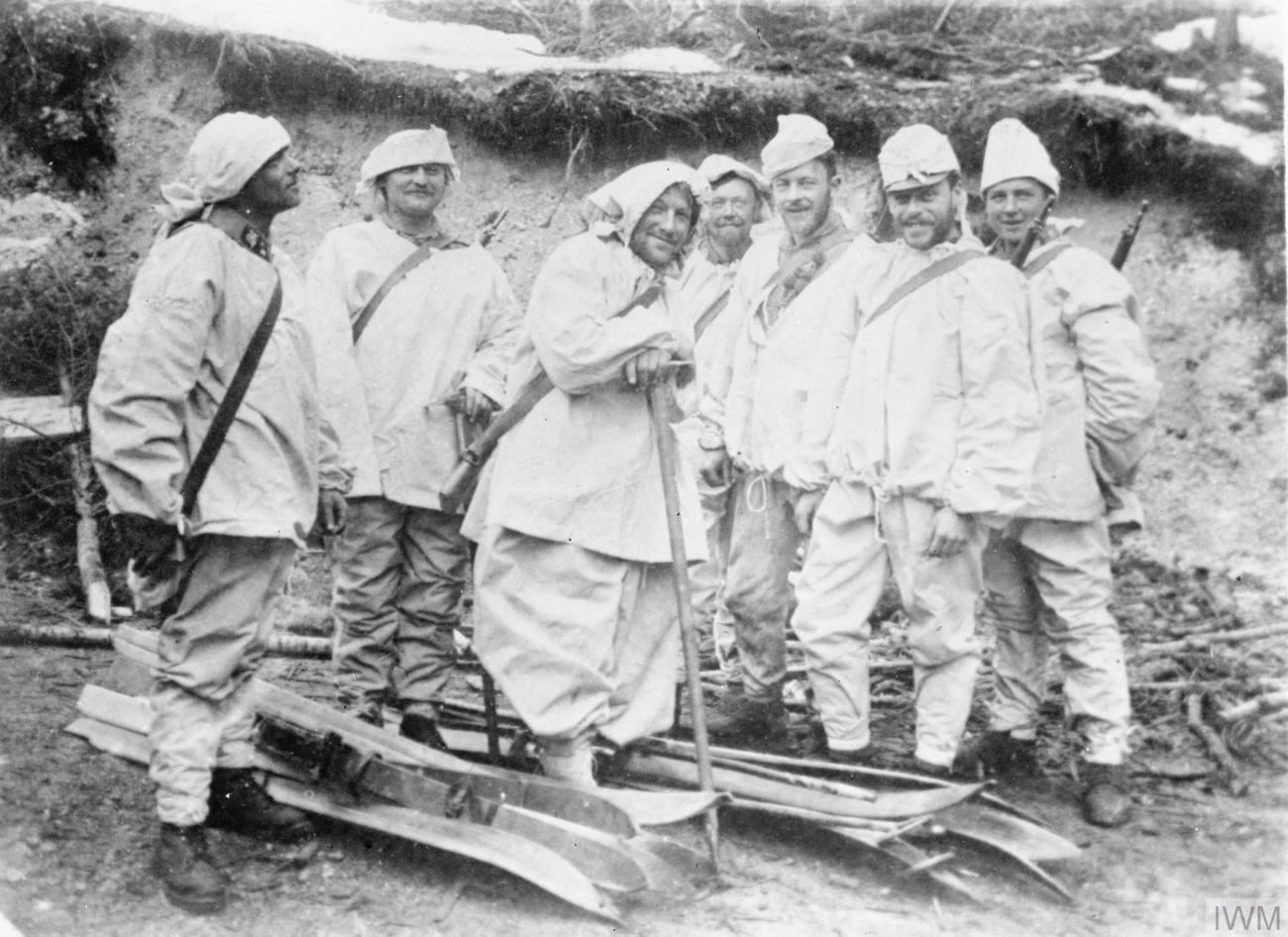
Patrulha de esqui austro-húngara na frente italiana em camuflagem de neve, 1915–1918.

Os exércitos têm feito uso de uniformes e equipamentos de camuflagem de neve, improvisados e oficiais, desde a Primeira Guerra Mundial, como nos combates nas montanhas Dolomitas entre a Áustria-Hungria e a Itália. A camuflagem de neve foi usada muito mais amplamente na Segunda Guerra Mundial pela Wehrmacht, pelo Exército Finlandês e pelo Exército Soviético. Desde então, foram introduzidas variantes de neve de camuflagem com padrões disruptivos para uniformes, às vezes com padrões digitais. Por exemplo, a Bundeswehr tem uma variante Schneetarn (neve) de seu padrão Flecktarn que é amplamente utilizado.
A doutrina do Exército Soviético enfatizou a importância da camuflagem sobre as posições e a necessidade de remover sinais reveladores de ações de artilharia, como manchas de fumaça ou cápsulas de obuses. Também citou a utilidade dos alvos chamariz. Descreve o estabelecimento de parapeitos feitos de neve de 2 a 3 metros de espessura, gelo com 1,5m de espessura ou solo e madeira de 90cm de espessura.

### Material bélico

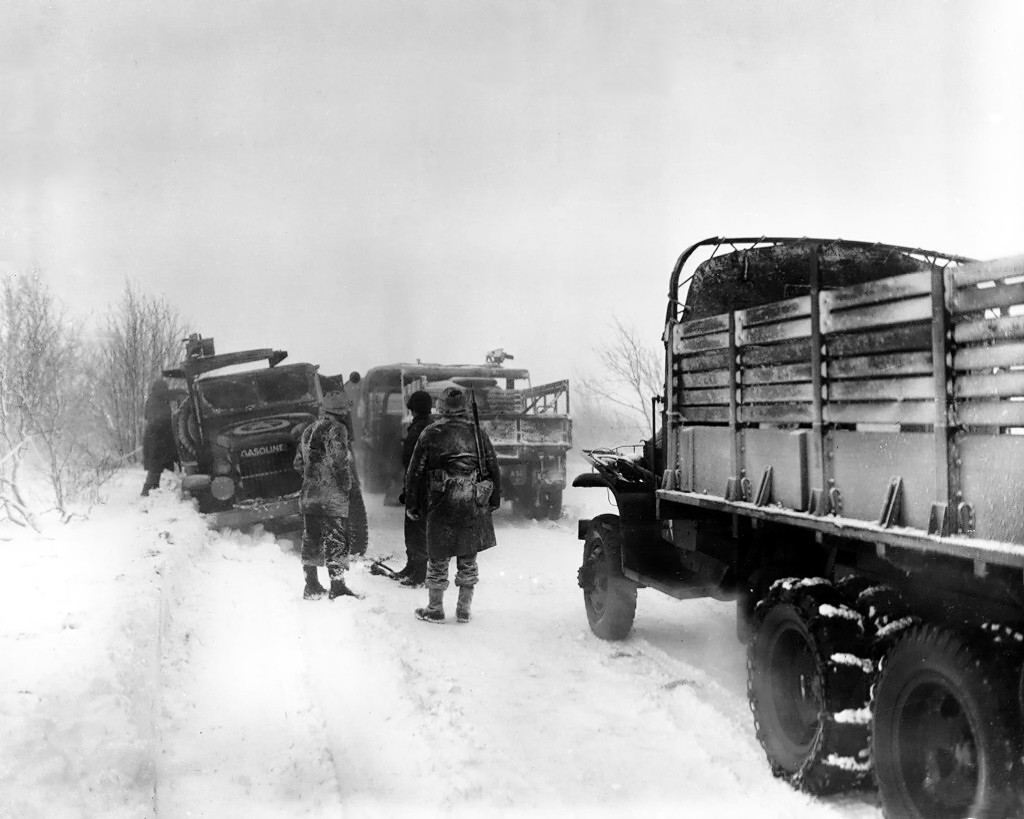
Veículos de transporte do Exército Americano durante a Batalha do Bulge.

A neve, o gelo e o frio afetam as munições e os veículos militares.
Munições – Neve, gelo, solo congelado e baixas temperaturas afetam as operações de colocação de minas. Enterrar minas numa camada de gelo pode ser difícil, exigindo que as minas sejam colocadas no topo do solo e depois camufladas. Neve ou gelo podem impedir a detonação, devido ao congelamento do dispositivo detonador ou ao isolamento da pressão acima. Isso pode ser mitigado com plástico colocado no topo da mina.
Veículos – As adaptações de veículos militares para operações de inverno incluem correntes para pneus para manter a tração dos veículos com rodas. Os motores diesel arrancam pior no frio e podem necessitar de pré-aquecimento ou de ralenti durante os períodos de frio. Uma variedade de veículos militares foram desenvolvidos para viagens na neve, incluindo o Sisu Nasu, BvS 10, e M29 Weasel.

### Engenharia militar

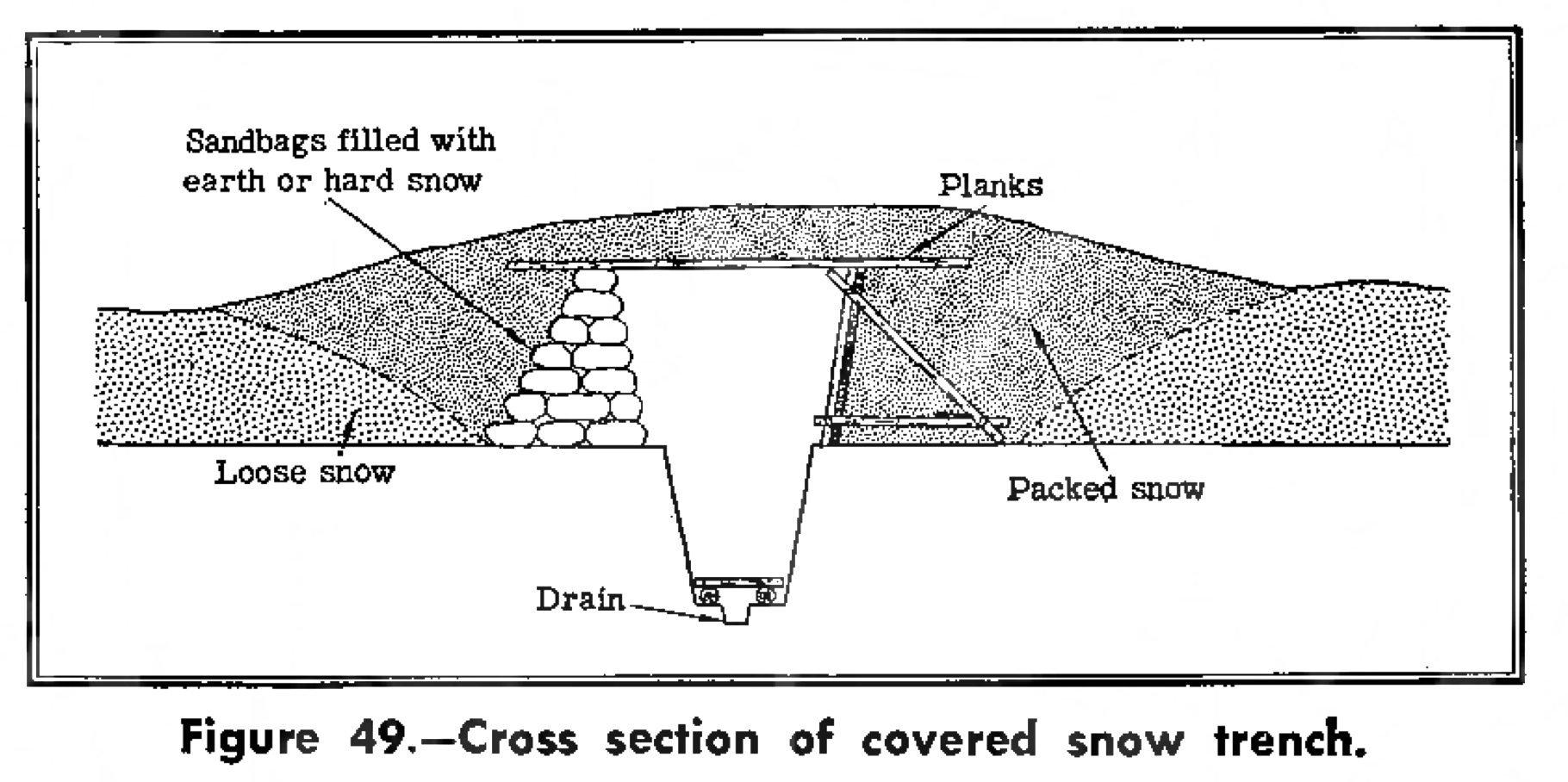
Seção transversal de uma trincheira coberta de neve para colocação de tropas, adaptada do Taschenbuch für den Winterkrieg alemão de 1942.

Engenheiros militares projetam e constroem instalações de transporte e apoio a tropas. Em climas frios, o solo congelado pode dificultar a escavação. A doutrina do Exército Soviético deu-lhes a responsabilidade de estabelecer, construir e manter rotas, incluindo travessias d'água, construir e destruir obstáculos que exijam equipamento especial, construir e manter campos de aviação e construir abrigos para o pessoal. As operações que não exigiam equipamentos especiais foram deixadas para outras tropas. O Taschenbuch descreve uma variedade de maneiras de empregar recursos locais para criar estradas, abrigos e fortificações.
Os engenheiros fornecem estradas, zonas de pouso, abrigo, abastecimento de água e eliminação de águas residuais e energia elétrica para acampamentos. As zonas rodoviárias e de pouso exigem equipamentos pesados, os quais são mais cansativos para operar no frio e necessários para proteger contra o congelamento. As tempestades de neve exigem limpeza e o degelo da primavera exige o manejo do solo descongelado. As zonas de pouso exigem estabilização de poeira e neve para evitar cegar os pilotos de helicóptero. O Exército dos EUA possui kits adaptativos ao clima frio para fornecer água e eletricidade. O engenheiro tático tem opções limitadas para fornecer abastecimento de água; eles estão em ordem de facilidade de abastecimento: tirar água de rios ou lagos, derreter gelo ou neve, ou perfurar poços.
O abastecimento e o tratamento de água são especialmente desafiadores no frio. Os sistemas táticos de purificação de água do Exército dos EUA exigem um kit de inverno para operar entre  0º e -32ºC. O armazenamento de água pode exigir aquecimento. A exploração das fontes de água pode exigir a perfuração do gelo, se as cargas ocas não estiverem disponíveis. O sistema de distribuição de água pode estar sujeito a congelamento e entupimento devido ao gelo frazil. Quando é utilizado tratamento químico, demora mais tempo a dissolver-se na água tratada.

### Medicamentos
Três tipos de lesões pelo frio podem ocorrer no teatro: hipotermia, pé de trincheira e ulceração pelo frio em quantidade crescente de exposição ao frio.

#### Hipotermia
A hipotermia ocorre quando a temperatura central do corpo cai abaixo de 35ºC. Os sintomas dependem da temperatura e variam desde tremores e confusão mental até aumento do risco de parada cardíaca. O tratamento da hipotermia leve envolve bebidas quentes, agasalhos e atividade física. Naqueles com hipotermia moderada, são recomendados cobertores aquecidos e fluidos intravenosos aquecidos. Pessoas com hipotermia moderada ou grave devem ser movidas suavemente. Na hipotermia grave, a oxigenação por membrana extracorpórea (ECMO) ou a circulação extracorpórea podem ser úteis. Naqueles sem pulso, a reanimação cardiopulmonar (RCP) é indicada juntamente com as medidas acima. O reaquecimento normalmente continua até que a temperatura da pessoa seja superior a 32ºC. O isolamento adequado das roupas é a melhor maneira de evitar a hipotermia no campo.

#### Pé de trincheira

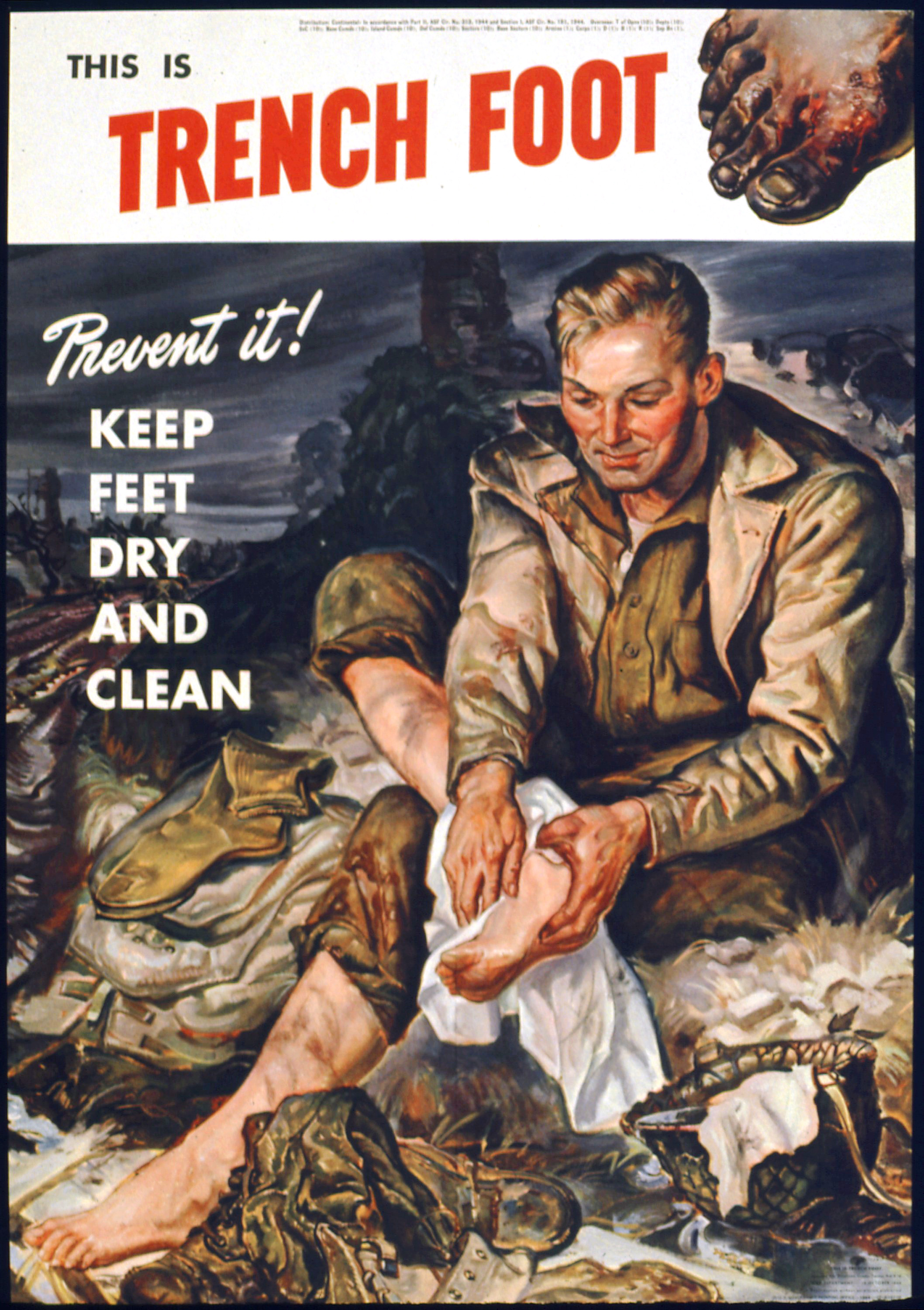
Cartaz militar sobre prevenção do pé de trincheira.

O pé de trincheira é uma condição médica causada pela exposição prolongada dos pés a condições úmidas, insalubres e frias em temperaturas tão baixas quanto 16ºC por apenas 13 horas. A exposição a estas condições ambientais causa deterioração e destruição dos capilares e leva à morbidade da carne circundante. Os pés afetados podem ficar dormentes, afetados por eritema (ficar vermelho) ou cianose (ficar azul) como resultado do suprimento insuficiente de sangue e podem começar a emanar um odor podre se os estágios iniciais de necrose (morte do tecido) se instalarem. À medida que a condição piora, os pés também podem começar a inchar. O pé de trincheira avançado geralmente envolve bolhas e feridas abertas, que levam a infecções fúngicas. Se não for tratado, o pé de trincheira geralmente resulta em gangrena, o que pode exigir amputação. Se o pé de trincheira for tratado adequadamente, a recuperação completa é normal, embora seja marcada por fortes dores de curto prazo quando a sensação retorna. O pé de trincheira afetou dezenas de milhares de soldados envolvidos na guerra de trincheiras na Primeira Guerra Mundial. Manter os pés aquecidos e secos, ou pelo menos trocar por calçados de reposição quentes e secos, é a melhor maneira de evitar pés de trincheira.

#### Geladura
Geladura é um dano localizado à pele e outros tecidos devido ao congelamento. Aos 0º ou abaixo, os vasos sanguíneos próximos à pele começam a se contrair e o sangue é desviado das extremidades. A mesma resposta também pode ser resultado da exposição a ventos fortes. Essa constrição ajuda a preservar a temperatura corporal central. No frio extremo, ou quando o corpo é exposto ao frio durante longos períodos, esta estratégia protetora pode reduzir o fluxo sanguíneo em algumas áreas do corpo para níveis perigosamente baixos. Esta falta de sangue leva ao eventual congelamento e morte do tecido da pele nas áreas afetadas. Frostbite foi responsável por mais de um milhão de baixas em guerras no século XX. O isolamento adequado das roupas é a melhor maneira de evitar a hipotermia em campanha.

## Treinamento por país

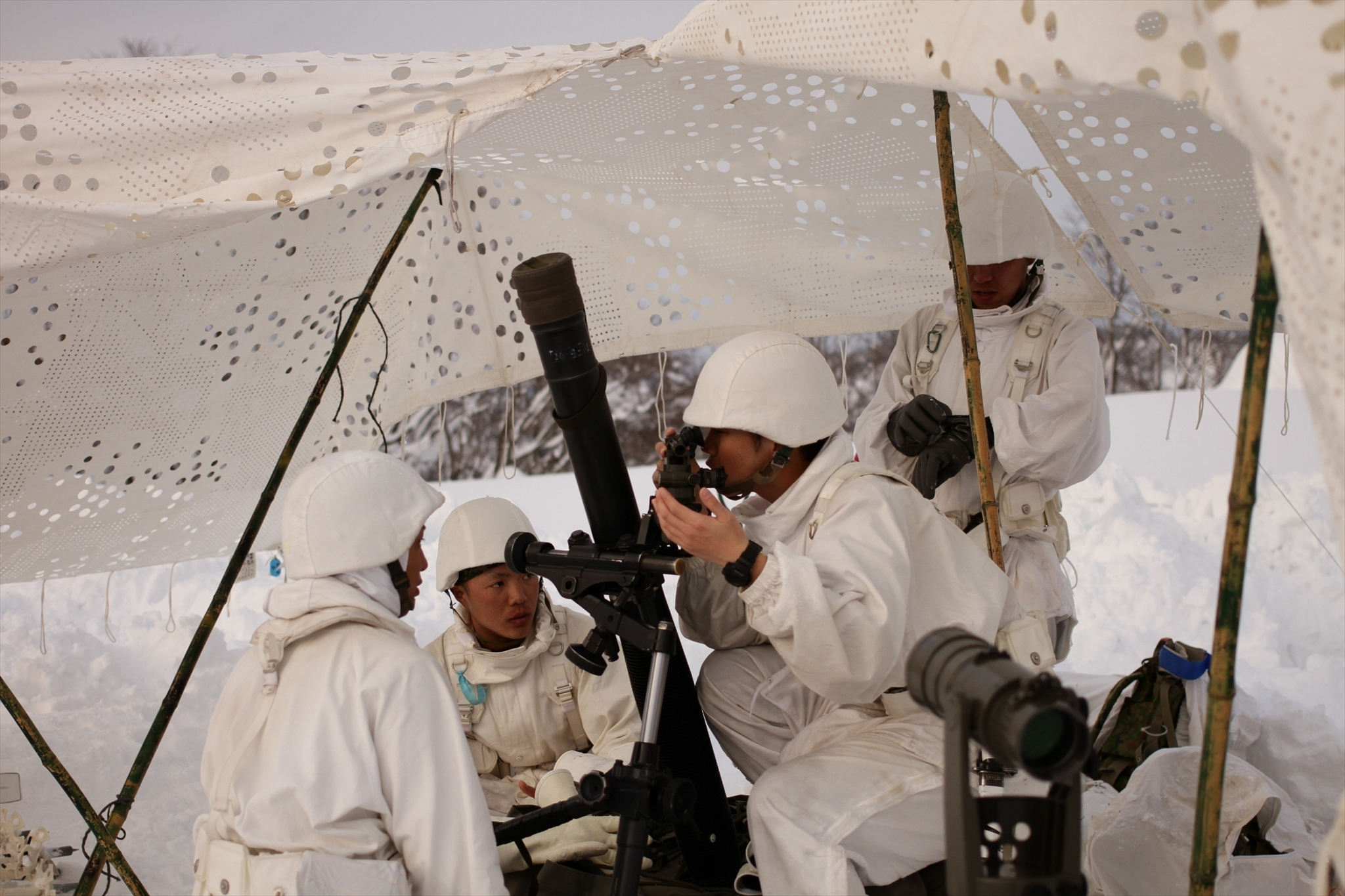
Unidade da Força Terrestre de Autodefesa do Japão treinando com morteiro de 81mm.

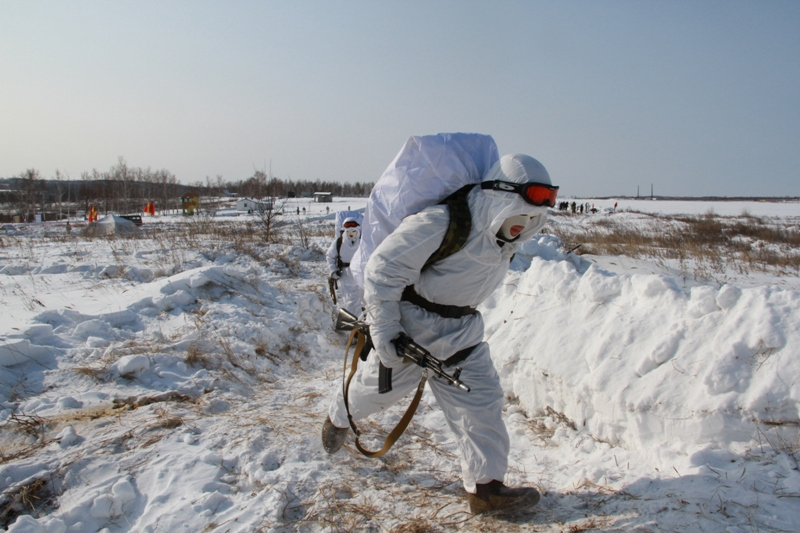
Cadetes russos treinando para as condições do Ártico.

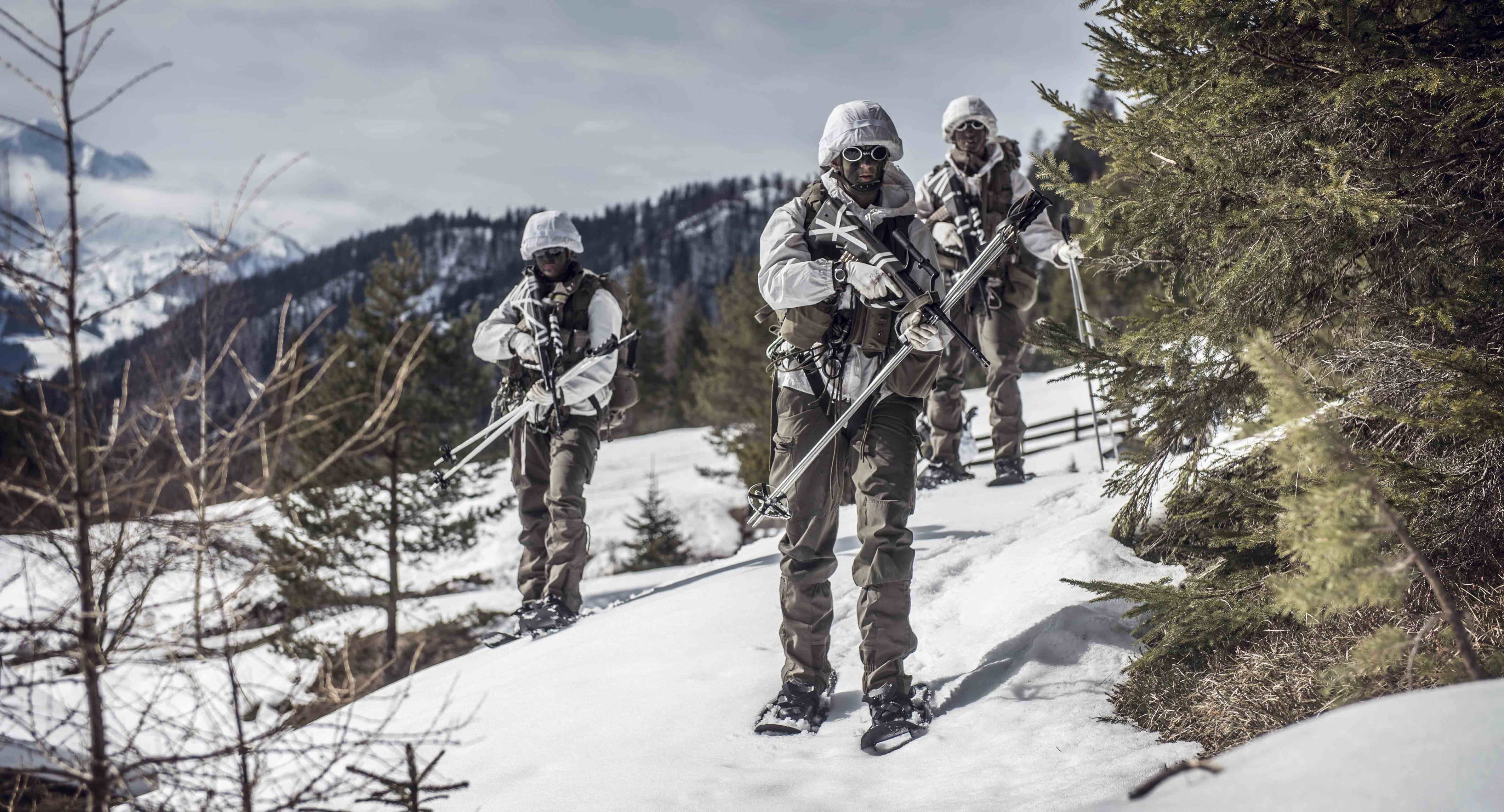
Tropas de montanha austríacas com raquetes de neve.

As seguintes nações relatam programas regulares de treinamento em guerra em clima frio:
- Canadá – Em 2008, as Forças Canadenses estabeleceram as Instalações Navais de Nanisivik, um centro de treinamento de guerra de inverno acima do círculo ártico em Resolute, no território de Nunavut  para exercícios anuais.[56][57]
- China – O Exército de Libertação Popular treina anualmente em regiões sujeitas a condições rigorosas de inverno. Unidades de patrulha de fronteira levemente armadas são montadas a cavalo ou em motos de neve e espera-se que forneçam detecção precoce de incursões.[58]
- Finlândia – As Forças Armadas da Finlândia treinam todos os recrutas para esquiar e para a guerra ártica, independentemente da força, aproximadamente 25.000 soldados por ano.[59] A Finlândia também treina alunos do Exército dos EUA na guerra do Ártico.[60]
- Alemanha – A Bundeswehr mantém suas tropas de montanha na Baviera. Após a dissolução da 1ª Divisão de Montanha em 2001, as tropas de montanha foram reorganizadas como Gebirgsjägerbrigade 23 com uma força de 5.000 soldados.[61]
- Índia – O Exército Indiano treina 100 oficiais e 400 suboficiais e oficiais subalternos anualmente, em sua Escola de Guerra em Alta Altitude. Seus graduados são designados para a guarnição fronteiriça da Geleira de Siachen.[62]
- Irã – Membros da 65ª Brigada de Forças Especiais Aerotransportadas treinam para a guerra na neve em seu acampamento de inverno em Emamzadeh Hashem, no Irã.
- Itália – Os Alpini são a infantaria de montanha especializada do Exército Italiano. Fundada em 1872, é a infantaria de montanha ativa mais antiga do mundo.
- Japão – Na Força Terrestre de Autodefesa do Japão, a Unidade de Treinamento de Combate em Tempo Frio (冬季戦技教育隊, Tōki Sengi Kyōiku-tai) é responsável pela pesquisa e treinamento para guerra em clima frio. O Curso de Ranger de Inverno (冬季遊撃課程, Tōki-Yūgeki-katei), o treinamento avançado de pós-graduação de guardas florestais para a guerra em climas frios é estabelecido por esta unidade.[63]
- Noruega – Organiza um curso anual e multinacional de exercícios de inverno chamado Cold Response ("Resposta ao Frio"). Em 2016, os participantes vieram da Bélgica, Canadá, Dinamarca, Finlândia, Alemanha, Letónia, Países Baixos, Polónia, Espanha, Suécia, Estados Unidos, Reino Unido e Noruega.
- Federação Russa – A Rússia treina forças combinadas anualmente no inverno. Em fevereiro de 2013, realizou quatro exercícios de preparação para o inverno com um aviso mais curto do que o habitual. Sendo um exercício com sete mil soldados, várias centenas de viaturas de combate e 48 aeronaves e helicópteros e três exercícios de março, um deles utilizando sete mil soldados, 250 viaturas de combate, 50 unidades de artilharia, 20 aeronaves e helicópteros além de 36 navios de guerra.[64] O treinamento ocorre na Escola Superior de Comando de Armas Combinadas do Extremo Oriente, em Blagoveshchensk, no Oblast de Amur, no leste da Rússia. A escola cobre a guerra nas montanhas e no Ártico e qualifica oficiais como "Comandantes de Pelotões de Fuzileiros Motorizados (Ártico)".[65]
- Suécia – Desde 1999, a Suécia opera a Unidade de Inverno das Forças Armadas Suecas como parte do Regimento de Norrbotten, no norte da Suécia. A unidade atua como o centro sueco de conhecimento sobre a guerra ártica e é responsável pelo desenvolvimento e treinamento da doutrina da guerra no Ártico.[66] Em 2024, um oficial da unidade (Fredrik Flink) recebeu a Medalha de Serviço Meritório de Defesa do Comando de Operações Especiais dos Estados Unidos por seu papel no treinamento e desenvolvimento da doutrina de guerra ártica para o 10º Grupo de Forças Especiais.[67]
- Reino Unido – Marinheiros da Marinha Real e Fuzileiros Navais Reais treinam na Noruega, acima do Círculo Polar Ártico. O Quadro de Treinamento de Líderes de Montanha dos Fuzileiros Navais Reais (em inglês:  Royal Marines Mountain Leader Training Cadre) é o principal destacamento de tropas para climas frios do Reino Unido.
- Estados Unidos – As forças armadas americanas mantêm centros de treinamento em clima frio e guerra de montanha no Centro de Treinamento de Guerra do Norte do Exército em Fort Wainwright, em Fairbanks, no Alasca; na Escola de Guerra de Montanha do Exército em Camp Ethan Allen, em Jericho, em Vermont; no Destacamento de Treinamento do Comando de Forças Especiais de Guerra de Montanhismo em Fort Carson, em Colorado Springs, no Colorado; a Escola de Sobrevivência do Ártico da Força Aérea dos EUA em Eielson AFB, no Alasca;[68] e o Centro de Treinamento de Guerra de Montanha do Corpo de Fuzileiros Navais, em Bridgeport, na Califórnia.

Equipamentos usados em exercícios de treinamento em clima frio

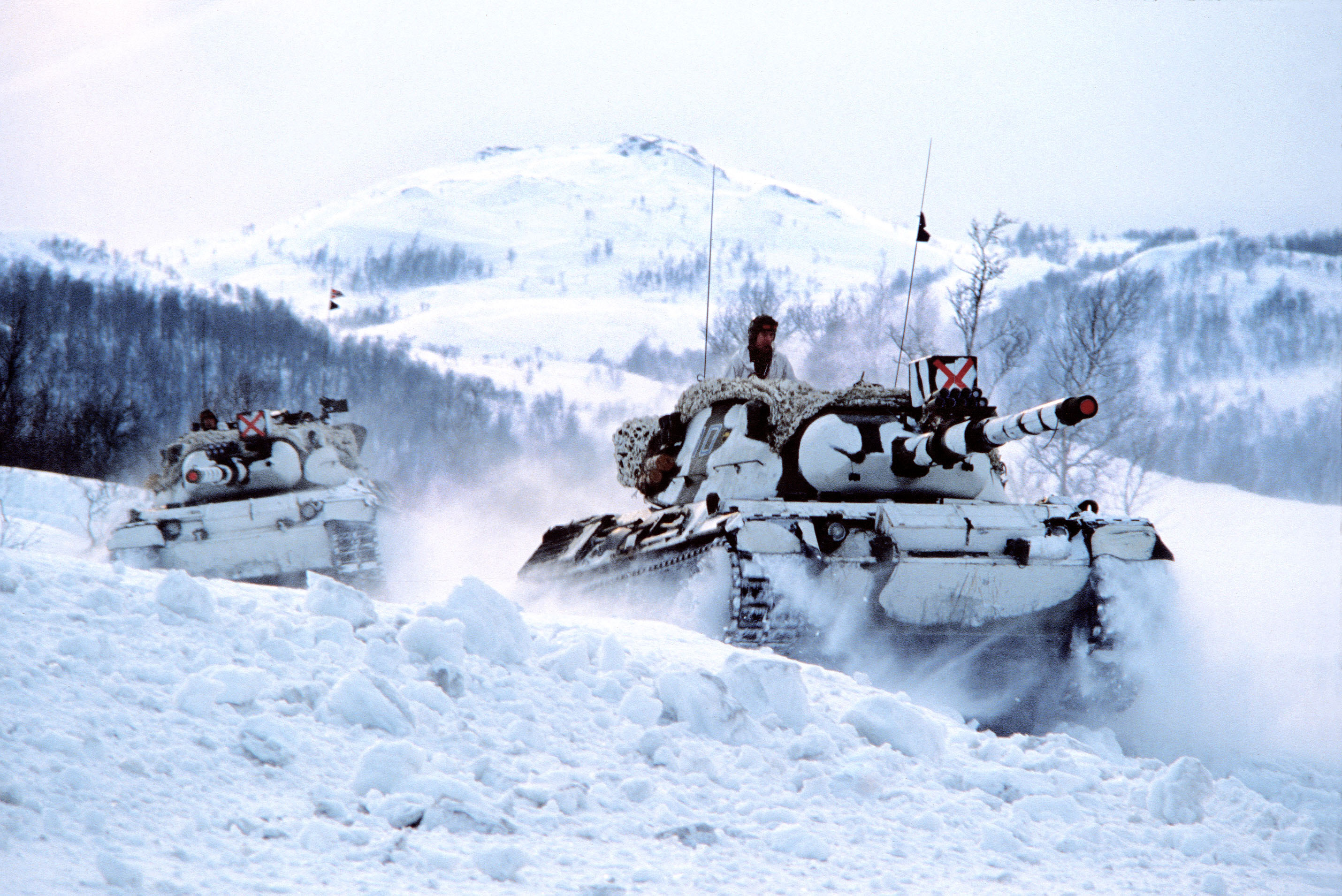
Tanques noruegueses Leopard 1A1participando de um exercício da OTAN em 1982.
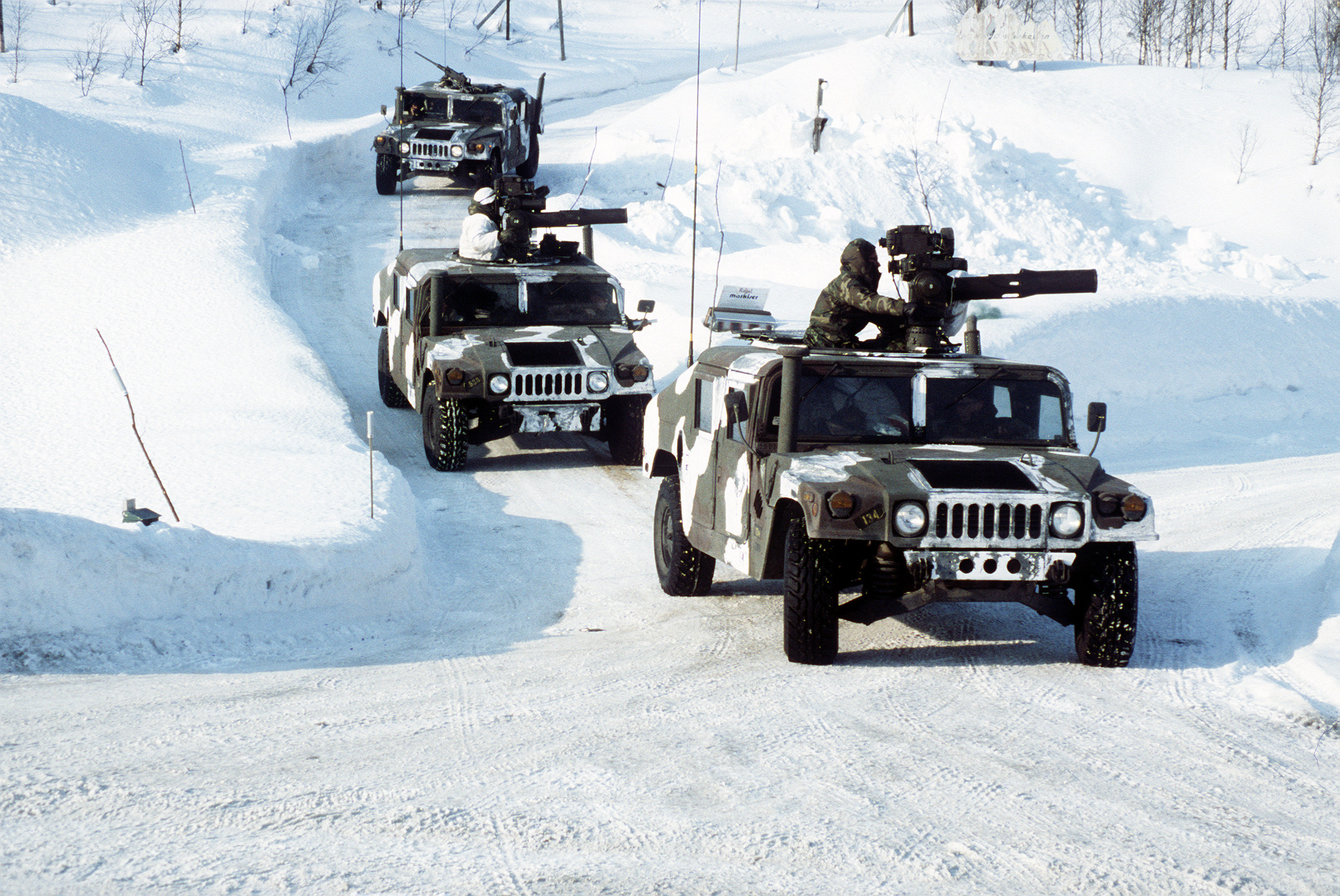
Humvees com sistemas de armas antitanque BGM-71 TOW na Noruega durante a Operação Cold Winter '87.
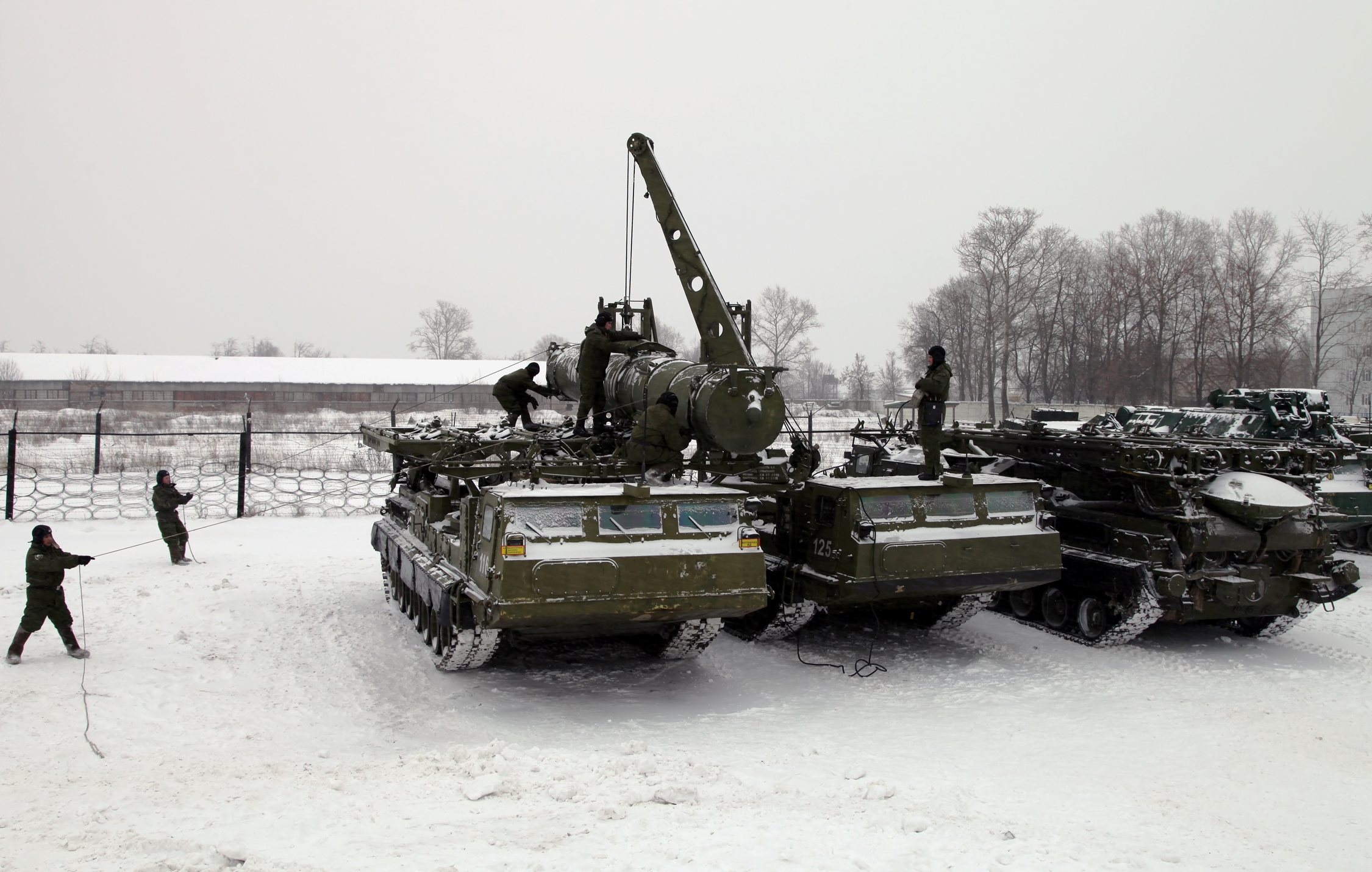
A 202ª Brigada de Defesa Aérea no Distrito Militar Ocidental da Rússia portando mísseis terra-ar S-300Vem 2012.
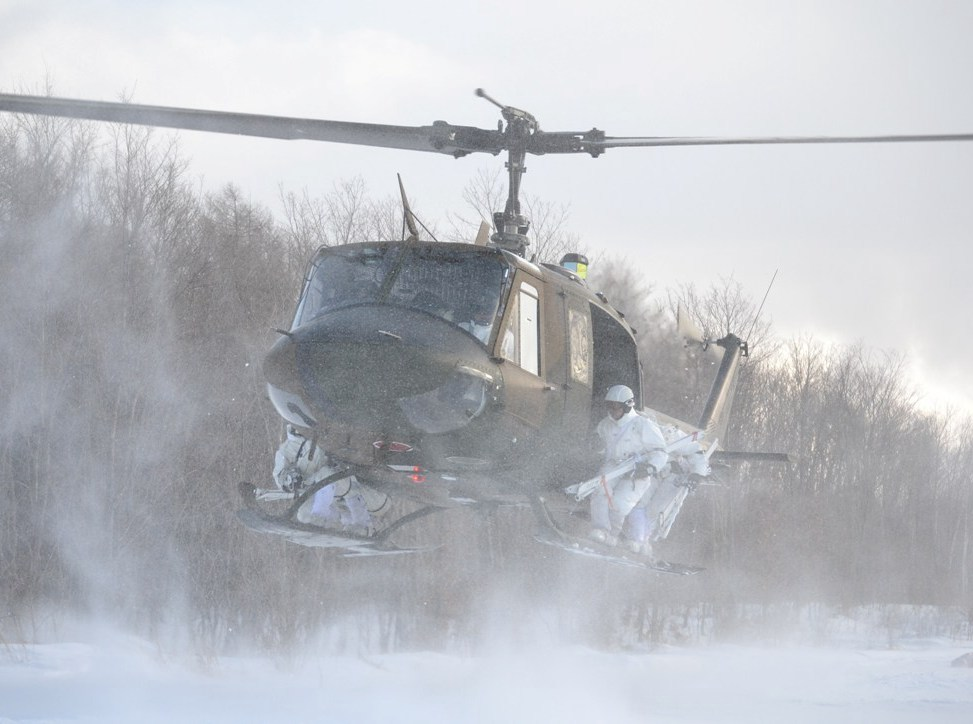
Assalto aéreo por tropas de esqui japonesas em camuflagem de inverno.

## Operações navais

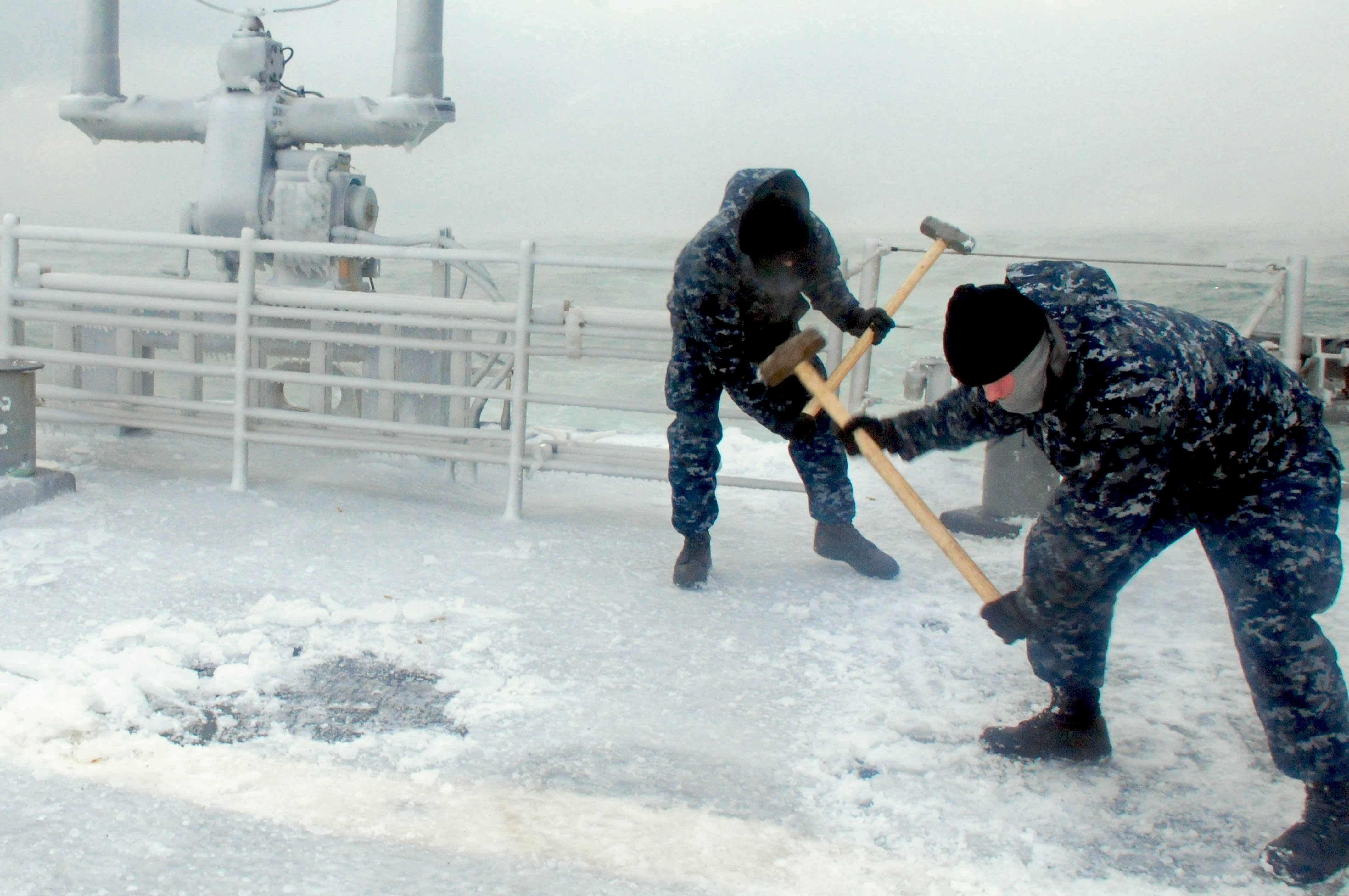
Marinheiros americanos limpando gelo da superfície do navio.

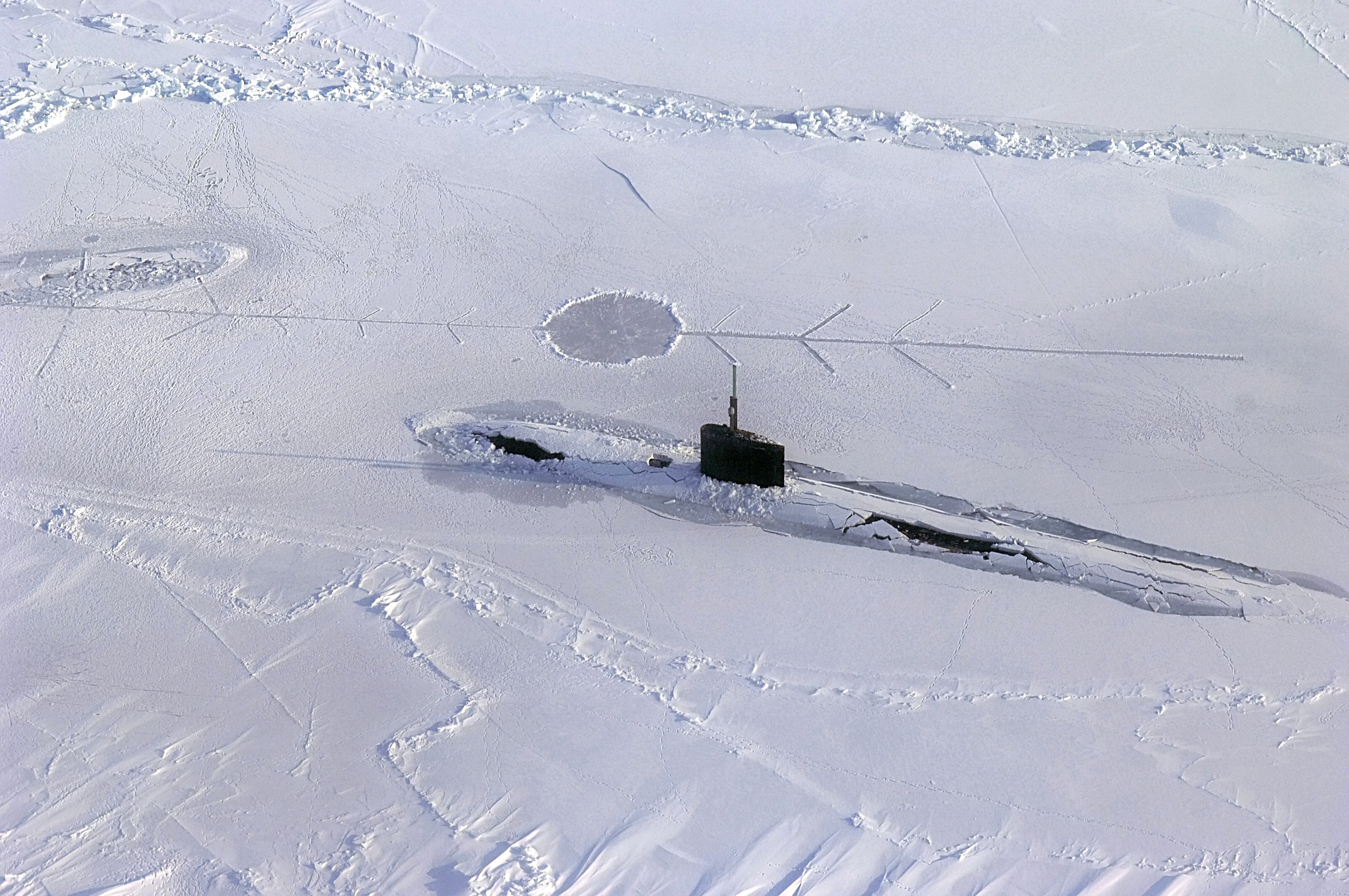
Submarino de ataque rápido classe Los Angeles USS Alexandria (SSN 757) emergindo através de 2 pés (60cm) de gelo do Ártico.

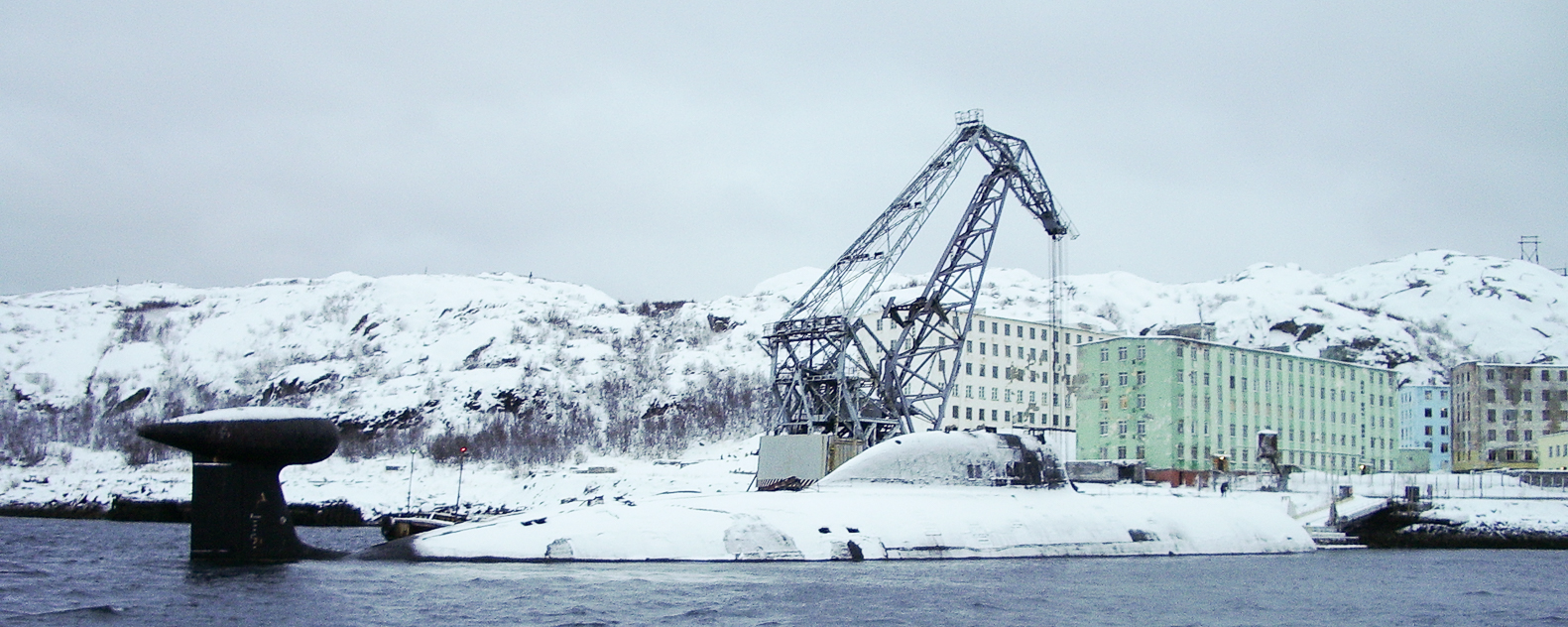
Submarino russo da classe Akula da base de submarinos da Frota do Norte em Gadzhiyevo, no Oblast de Murmansk.

As condições de subcongelamento têm implicações significativas para as operações navais. O Manual de Tempo Frio da Marinha dos EUA para Navios de Superfície (em inglês:  U.S. Navy Cold Weather Handbook for Surface Ships), de 1988, descreve os efeitos de: formação de gelo na superfície dos navios, sistemas de navios, reabastecimento em andamento, operações de voo e pessoal. Também discute os preparativos para operações de frota em climas frios.

### Cobertura de gelo na superfície dos navios
A formação de gelo na superfície é um sério perigo para os navios que operam em temperaturas abaixo de zero. Camadas espessas de gelo podem se formar em conveses, laterais, superestruturas, máquinas montadas em convés, antenas e sistemas de combate. A presença de gelo na superfície tem muitos efeitos adversos, principalmente:
- Aumenta o deslocamento do navio
- Diminui a borda livre
- Prejudica a operação das máquinas do convés
- Impede a movimentação de marinheiros no convés
- Restringe operações de helicóptero
- Interrompe a operação de rádio e radares

### Degradação dos sistemas de combate
A formação de gelo pode impedir que um navio de guerra conduza qualquer tipo de operação ofensiva, incluindo restringir as portas de sistemas de lançamento verticais, amarrar engrenagens, poços, dobradiças e pedestais. Outros efeitos incluem desempenho lento de lubrificantes, aumento da taxa de falhas de vedações, plugues e anéis de vedação, sistemas de sprinklers de carregadores congelados, tempos de aquecimento excessivamente longos para eletrônicos ou sistemas eletrônicos de armas e congelamento de componentes operados por ar comprimido.

### Operações no Ártico
As alterações climáticas globais abriram as águas do Ártico ao longo da costa norte do Alasca, da Rússia e do Canadá. A região é rica em recursos naturais. Os países confinantes com o Oceano Ártico demonstraram maior atividade de patrulha militar. O Military Times informou em 2015 que a Rússia reativou dez bases militares, aumentou as patrulhas de navios e aeronaves de superfície da sua Frota do Norte e conduziu testes de mísseis na região. A Marinha dos EUA planeja ter meios suficientes até 2030 para responder militarmente no Ártico. A partir de 2015, conduziu patrulhas submarinas regulares, mas poucas operações aéreas ou de navios de superfície. A Rússia teve doze quebra-gelos contra dois americanos. Em 2013, o Canadá tinha seis quebra-gelos, e em 2016, o Canadá anunciou a construção de cinco navios quebra-gelo do Ártico e de patrulha offshore.